# Annie Chapman
Pour les articles homonymes, voir Chapman.
 (septembre 2024).
- Si vous ne connaissez pas le sujet, laissez ce bandeau (vous pouvez alors contacter les auteurs).
- Si vous supprimez le contenu mis en cause (vous pouvez préalablement contacter les auteurs),

argumentez précisément cette suppression dans la page de discussion
(un manque de référence n'est pas un argument ; une recherche réelle de référence doit avoir été effectuée, être formellement documentée).
Annie Chapman, née Eliza Ann Smith (25 septembre 1841-8 septembre 1888), née et morte à Londres, est la seconde des cinq victimes dites « canoniques » habituellement attribuées à Jack l'Éventreur. Elle passe son enfance à Londres à différents endroits en raison de l'emploi militaire de son père, devient domestique en 1861 et épouse John Chapman en 1869. Le jeune couple reproduit l'itinéraire des parents d'Annie Chapman : son mari est également domestique dans le centre de Londres, puis ils partent s'installer dans le Berkshire. Ils sont alors frappés par la tragédie - leur fils naît handicapé, leur fille meurt de la méningite à douze ans - et sombrent dans l'alcoolisme.
Dans les années 1880, Annie Chapman se sépare de son mari pour retourner vivre à Londres, où elle trouve refuge dans les bas-fonds de l'East End, principalement des lodging houses de Dorset Street, à Spitalfields. Elle complète sa pension en vendant des allumettes, des fleurs, ou des protège-dossier qu'elle tricote au crochet. Un tamisier partage quelque temps sa vie en 1886. À la fin de cette même année, son mari meurt, et la pension s'interrompt. Son ami tamisier l'abandonne au même moment. Quasiment sans ressource, elle commence à se prostituer.
À partir de mai 1888, elle vit dans la Crossingham's lodging house du 35 Dorset Street, et a un nouvel ami qui l'entretient plus ou moins, Edward Stanley. Au cours de ces derniers mois, son état de santé se dégrade. En plus de la tuberculose, elle est exposée de façon chronique à la malnutrition. En août, alors que Stanley s'est absenté pour plusieurs semaines, elle a de plus en plus de difficulté à payer son lit pour la nuit.
Une semaine avant sa mort, une bagarre l'oppose à une rivale, Eliza Cooper, laquelle lui inflige plusieurs ecchymoses. Au même moment est assassinée la première victime connue de Jack l'éventreur, Mary Ann Nichols, suscitant l'émoi dans le quartier. Annie Chapman trouve refuge pour quelques jours au casual ward de la Whitechapel workhouse, où l'on admet les sans abris. Elle se fait également soigner à l'hôpital.
De retour à la lodging house la veille de sa mort, elle est confrontée de nouveau à la difficulté de payer son lit. Ses dernières heures sont alors une nuit d'errance à travers les rues de Spitalfields. Chassée de la lodging house du 35 Dorset Street, le gardien la voit s'en aller vers 1h50. Non loin de là, au petit matin du 8 septembre, vers 5h55, elle est découverte assassinée dans la cour de l'immeuble du 29, Hanbury Street. Une passante, Elizabeth Long, est certaine de l'avoir vue discuter devant cet immeuble avec un homme, le probable "Jack l'éventreur", un peu après 5h30.
Whitechapel vivait déjà dans une grande agitation depuis le meurtre de Mary Ann Nichols une semaine auparavant. Ce second crime entraîne une plus grande émotion et un climat d'émeute. Dans les heures et les jours qui suivent, les habitants se livrent à des chasses à l'homme et à des scènes de lynchage contre divers suspects. Un certain « Tablier de Cuir » cristallise l'attention, pendant que la presse tire à boulets rouges sur la police et le gouvernement. Mais à la fin du mois de septembre, à la veille de la nuit du double-crime où sont tuées les deux victimes suivantes, la police ne dispose toujours pas de piste sérieuse. Au même moment, l'agence de presse Central news, reçoit une missive à l'encre rouge revendiquant les meurtres, signée « Jack l'éventreur », probable canular d'un journaliste du Star.

## Biographie

### Jeunesse

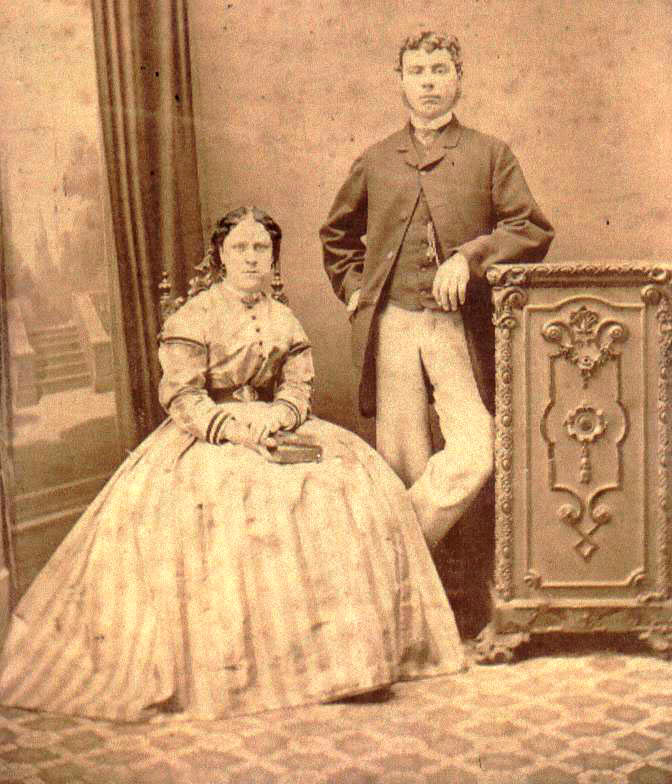
Portrait de mariage d'Annie Chapman et de John Chapman. 1869. Collection particulière. Conservé par la famille d'Annie Chapman.

#### L'enfance à Londres
Eliza Ann Smith naît à Londres, dans le quartier de Paddington, le 25 septembre 1841. Elle est l'aînée des cinq enfants de George ou William Smith, et de Ruth Chapman. Son père est soldat, engagé depuis 1834 au prestigieux Deuxième régiment des Life-Guards (en) (gardes du corps royaux). Ses parents se marient l'année qui suit sa naissance, en 1842, à Paddington. En 1844, lorsque naît sa sœur Emily Latitia, ils vivent dans le quartier de Knightsbridge, où le père est désormais domestique. Après un déménagement de la famille à Raphael Street, quatre de ses frères meurent de la scarlatine et du typhus en trois semaines.

#### Le départ de sa famille pour le Berkshire et suicide du père
En 1856, sa famille quitte Londres pour s'installer à Windsor, dans le Berkshire. Naissent alors ses sœurs Georgina (1856), Mirium Ruth (1858), et son frère Fountain Hamilton (1861). Mais d'après le recensement de 1861, elle ne vit plus avec sa famille. On suppose qu'elle n'a jamais quitté Londres où elle occupe un emploi de servante à Westminster.
Son père devient le valet de Thomas Naylor Leland, capitaine de la Cavalerie volontaire, ou Yeomanry cavalry (en), du Denbighshire. Une nuit, en juin de 1863, alors qu'il accompagne son maître dans la ville de Wrexham, il se suicide à l'auberge de l'Elephant and castle en se coupant la gorge.

### En ménage avec son cousin John Chapman

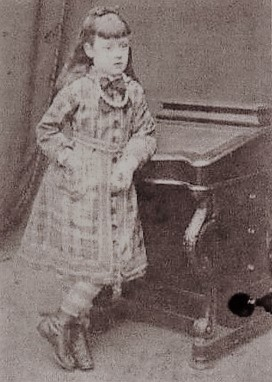
Portrait d'Emily Ruth Chapman, fille d'Annie et John Chapman. Vers 1879. Collection particulière. Conservé par la famille d'Annie Chapman.

#### John Chapman cocher à Londres
En 1869, elle se marie à Londres avec John Chapman à l'église de Tous-les-Saints du quartier de Knightsbridge. Sa sœur Emily Laticia assiste comme témoin à la cérémonie. Le jeune ménage vit à Brompton, autre quartier de Londres, au 29 Montpelier Place, et s'installe l'année suivante dans le quartier de Bayswater. John Chapman travaille alors comme cocher et domestique au service d'un l'aristocrate dans Bond Street. À partir de 1873, ils vivent dans le quartier de Mayfair. Leurs deux premiers enfants naissent au cours de cette période : Emily Ruth (1870) et Annie Georgina (1873). Au total, elle donne naissance à huit enfants, dont six meurent en bas âge.

#### Dans le Berkshire. Infirmité de leur fils
Dans les années qui suivent, ils quittent Londres pour le Berkshire. Certains auteurs pensent que John Chapman a perdu son emploi à cause de l'alcoolisme de sa femme. Ils s'installent dans le village de Bray, où voit le jour leur troisième et dernier enfant John Alfred (1880). Ce dernier étant né avec un lourd handicap, ils tentent de le faire soigner à Londres, avant de le confier à une institution près de Windsor. Cette épreuve semble avoir aggravé leur alcoolisme.

#### Mort de leur fille Emily Ruth
En 1881, le mari trouve un emploi de cocher au service d'un riche régisseur de ferme, Josiah Weeks. Ils logent dans les combles de la demeure de leur maître. L'année suivante, ils sont encore frappés par la tragédie lorsque leur fille Emily Ruth meurt de la méningite à l'âge de douze ans. Dès lors, les deux époux s'abîment dans l'alcool. Au cours des années suivantes, Annie Chapman est arrêtée à plusieurs reprises pour ivresse dans le village de Clewer et à Windsor.

#### L'alcoolisme
D'après son frère Fountain, Annie Chapman développe un fort penchant pour l’alcool, en particulier pour le rhum, ce qui inquiète ses proches. Deux de ses sœurs, et lui-même, tentent en vain, à plusieurs reprises, de l'en éloigner, et vont jusqu'à lui faire signer une promesse écrite.

### Dans leslodging housesde Dorset Street à Spitalfields

#### Séparation, retour à Londres
Vers 1882-1885, les deux époux se séparent d'un commun accord. Leur fille Annie Georgina reste avec son père, tandis qu'Annie Chapman retourne à Londres. Son mari lui verse chaque semaine une pension de dix shillings qu'elle retire au bureau de poste de Commercial Street. Elle trouve refuge dans des lodging houses (en), ou maisons d'hébergement collectives, du quartier de Spitalfields. Elle se lie d'amitié vers 1883 avec Amelia Palmer. Cette dernière commence à dormir régulièrement à la lodging house du 35 Dorset Street vers 1885.

#### En ménage avec un tamisier. Mort de son mari
En 1886, elle partage quelque temps la vie d'un tamisier surnommé John "Sivvey" dans une lodging house du 30 Dorset Street,. Elle est elle-même appelée Annie "Sievey", "Sivvey", "Sivvy" ou "Siffey", d'après l'activité de son compagnon,. Mais cette même année, John Chapman perd son emploi, et retourne vivre à Windsor, où il meurt au bout de quelques mois des suites d'une cirrhose du foie le jour de Noël 1886. Annie Chapman apprend la mort de son mari par un beau-frère ou une belle-sœur qui habite Oxford Street, à Whitechapel. Peu de temps après, son compagnon la quitte pour s'installer dans l'ouest londonien. En songeant au sort de ses enfants, elle sombre dans la dépression et perd le goût de vivre, selon le témoignage de sa plus proche amie Amelia Palmer. Ne touchant plus de pension, elle commence à se prostituer occasionnellement. Elle complétait jusque là sa pension en vendant des fleurs, des allumettes, et des ouvrages qu'elle réalisait au crochet (notamment des antimacassars).
Quant à sa fille Annie Georgina, d'après certains témoins, elle aurait été engagée à quatorze ans dans une troupe de cirque en France,. Mais selon Amelia Palmer, les deux enfants sont placés dans un internat. Le recensement de 1891 nous apprend que John Alfred et Annie Georgina vivent tous deux chez leur grand-mère maternelle, Ruth Chapman, à Knightsbridge.

#### Lalodging houseCrossingham. Relation avec Edward Stanley
En mai 1888, Annie Chapman trouve une place dans une grande lodging house appartenant à William Crossingham au 35 Dorset Street, où sont logés environ trois cent résidents, hommes et femmes, et où vit déjà son amie Amelia Palmer. Elle y occupe un lit double pour 8 pence la nuit. Selon le témoignage du logeur Timothy Donovan, elle est entretenue pendant cinq ou six semaines par Edward Stanley dit "le Pensionné" (the Pensioner). D'après le rapport de l'inspecteur Abberline, ils se fréquentent depuis 1886. Ouvrier maçon, il est également engagé comme soldat dans la Hants Militia. Le logeur remarque d'ailleurs son allure militaire. Il fait aussi croire qu'il est pensionné de l'armée, d'où son surnom, mais l'enquête judiciaire révèle plus tard qu'il ne touche, en réalité, aucune pension militaire. Il paraît de temps en temps habillé en "gentleman", et traîne souvent dans le quartier. D'après le témoignage du logeur, Timothy Donovan, il suffit de remonter Dorset Street pour le trouver.
Stanley demande à Donovan de ne pas laisser entrer Annie Chapman si elle est accompagnée d'autres hommes. Chaque samedi, il lui rend visite et reste jusqu'au lundi matin entre 1h et 3h, demeurant le reste du temps chez lui dans Osborn Place, à Whitechapel. Il paie aussi le lit d'Eliza Cooper, une colporteuse de livres installée vers mai-juin dans le même établissement, faisant naître une rivalité entre les deux femmes. Mais à partir du 6 août, Stanley interrompt ses visites à la pension Crossingham. L'homme est cantonné avec son régiment au fort Elson (en) de Gosport jusqu'au 1er septembre. Sa disparition soudaine fragilise la situation d'Annie Chapman qui peine à réunir chaque soir l'argent de son hébergement.
Chacun l'appelle "Dark Annie" ou la connait sous son ancien surnom "Annie Sivvey". 

#### Dorset Street

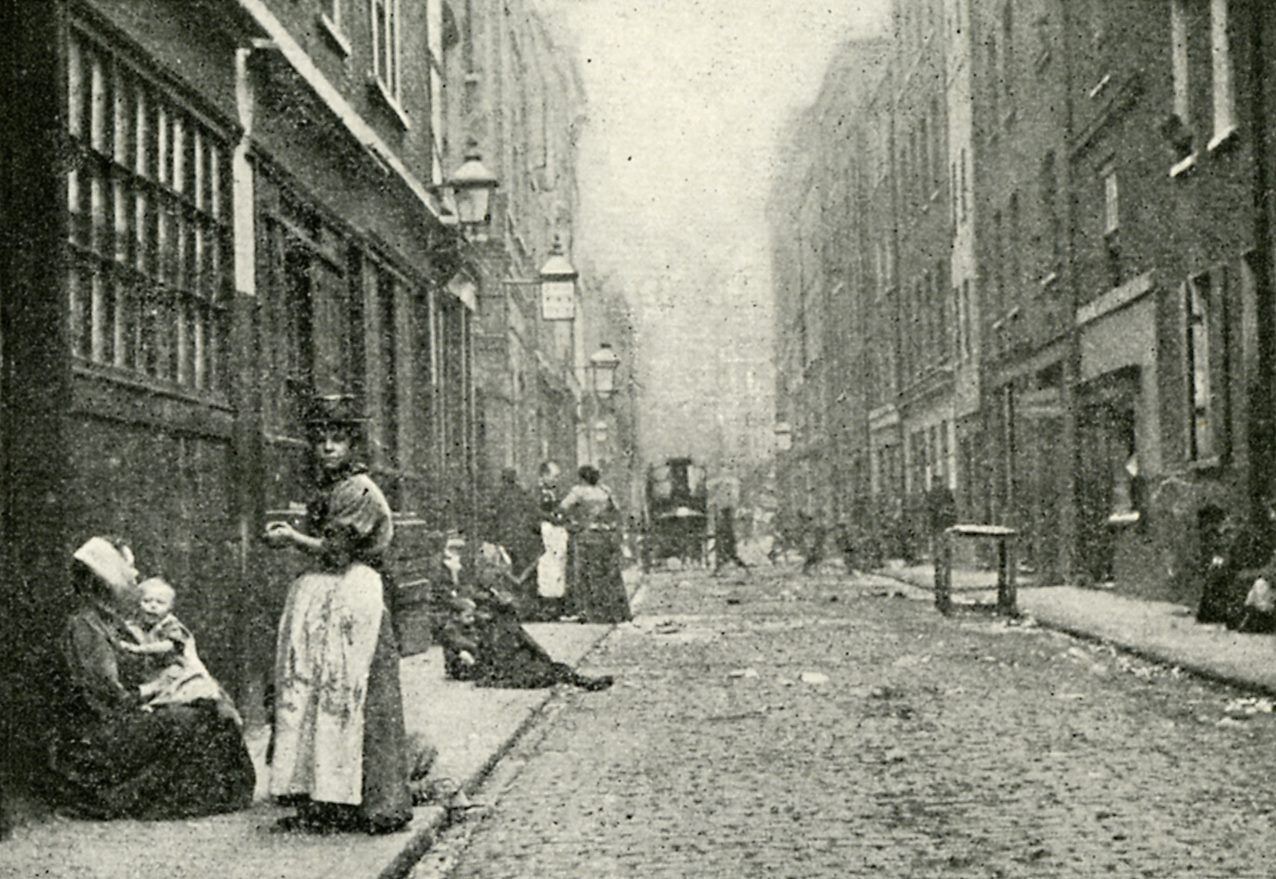
Vue de Dorset Street. Cliché pris par Jack London en 1902, publié dans son essai Le Peuple de l'abîme en 1903.

Depuis la mort de son mari, en 1886, Annie Chapman écume les lodging houses de Dorset Street. La "pire rue de Londres", selon les mots de Fiona Rule, concentre un grand nombre de "maisons d'habitation commune" et de logements individuels le plus souvent occupés par des prostituées. Environ mille deux cents indigents s'entassent dans ses taudis. Deux grands propriétaires en perçoivent principalement les loyers : William Crossingham et Jack McCarthy, tous deux tirant profit de la prostitution. Les revenus de Crossingham sont évalués à plus de 11 000 livres. 
Dans la nuit du 6 au 7 août est assassinée Martha Tabram, prostituée de Spitalfields. Ce nouveau crime soulève une première indignation des habitants de Whitechapel et attire l'attention de la presse.

#### Rencontre avec son frère Fountain. Difficultés pour payer son lit
Dans la seconde quinzaine d'août 1888, Annie Chapman rencontre son frère Fountain dans Commercial Street. Comme elle lui confie ses difficultés financières, il lui donne deux shillings. D'après Amelia Palmer, elle n'est pas en très bon termes avec sa sœur et sa mère. Elle n'a jamais passé une seule nuit dans sa famille depuis ces dernières années.
Le 25 août, à 3h du matin, elle n'a pas d'argent pour payer son lit. Elle dit à Donovan qu'elle va essayer de retrouver Stanley, qui a normalement touché sa pension militaire, et part à sa recherche dans la rue. Mais Stanley est introuvable.

#### Une dispute avec Eliza Cooper
Le 1er septembre, Edward Stanley est de retour, et Annie Chapman le rencontre à l'angle de Brushfield Street. Une bagarre oppose alors Annie Chapman à sa rivale Eliza Cooper. Deux épisodes se seraient succédé. Un premier incident survient au pub du Britannia, débit de bière (à l'angle de Dorset Street et du 87, Commercial Street) en présence de Stanley et d'un colporteur nommé Harry. Annie Chapman remarque qu'Eliza Cooper a profité de l'ivresse d'Harry pour lui subtiliser un florin (soit deux shillings) qu'elle a remplacé par un penny. Elle révèle le larcin à Harry, ce qui déclenche les premières hostilités entre les deux femmes.
Selon Amelia Palmer, l'affrontement se serait produit plus tard à la lodging house, le soir du 1er septembre. Ce second incident éclate dans la cuisine de l'établissement à propos d'un savon qu'Annie Chapman a emprunté à Eliza Cooper pour que Stanley puisse faire sa toilette. Lorsqu'Eliza Cooper en demande la restitution, Annie Chapman lance un demi-penny sur la table en lui disant d'aller s'acheter pour un demi-penny de savon. Les deux femmes en seraient alors venues aux mains, Eliza Cooper infligeant à son adversaire des ecchymoses autour de l'œil droit et sur la poitrine. Mais Eliza Cooper donne une autre version : après l'affaire du savon, elles seraient allées s'expliquer au pub du Britannia, et Annie Chapman l'aurait giflée la première.
Elle ne reparaît plus à la lodging house dans la semaine qui suit.

#### Ses derniers jours
Le lundi 3 septembre, Annie Chapman rencontre Amelia Palmer dans Dorset Street, en face de la lodging house du 35. Son amie remarque qu'elle a des ecchymoses sur la tempe droite. Annie Chapman, qui ne porte alors ni veste ni bonnet, dégrafe sa robe pour lui montrer ses autres bleus sur la poitrine, et confie qu'elle ne sent pas bien. Elle espère que sa sœur va lui envoyer une paire de bottes pour aller cueillir du houblon.
Le mardi 4 septembre, elle croise de nouveau Amelia Palmer près de Christ Church, l'église de Spitalfields. Elle se sent malade et voudrait faire un séjour d'un jour ou deux au casual ward, refuge pour sans abris de la Whitechapel Infirmary. Elle n'a rien mangé ni bu de la journée. Amelia Palmer lui donne deux pence pour aller boire un thé, et lui recommande de ne pas s'acheter de rhum.
Le jeudi 6 septembre Eliza Cooper voit Annie Chapman au Britannia.

## Du vendredi 7 au samedi 8 septembre 1888

### Les dernières heures à la pension Crossingham

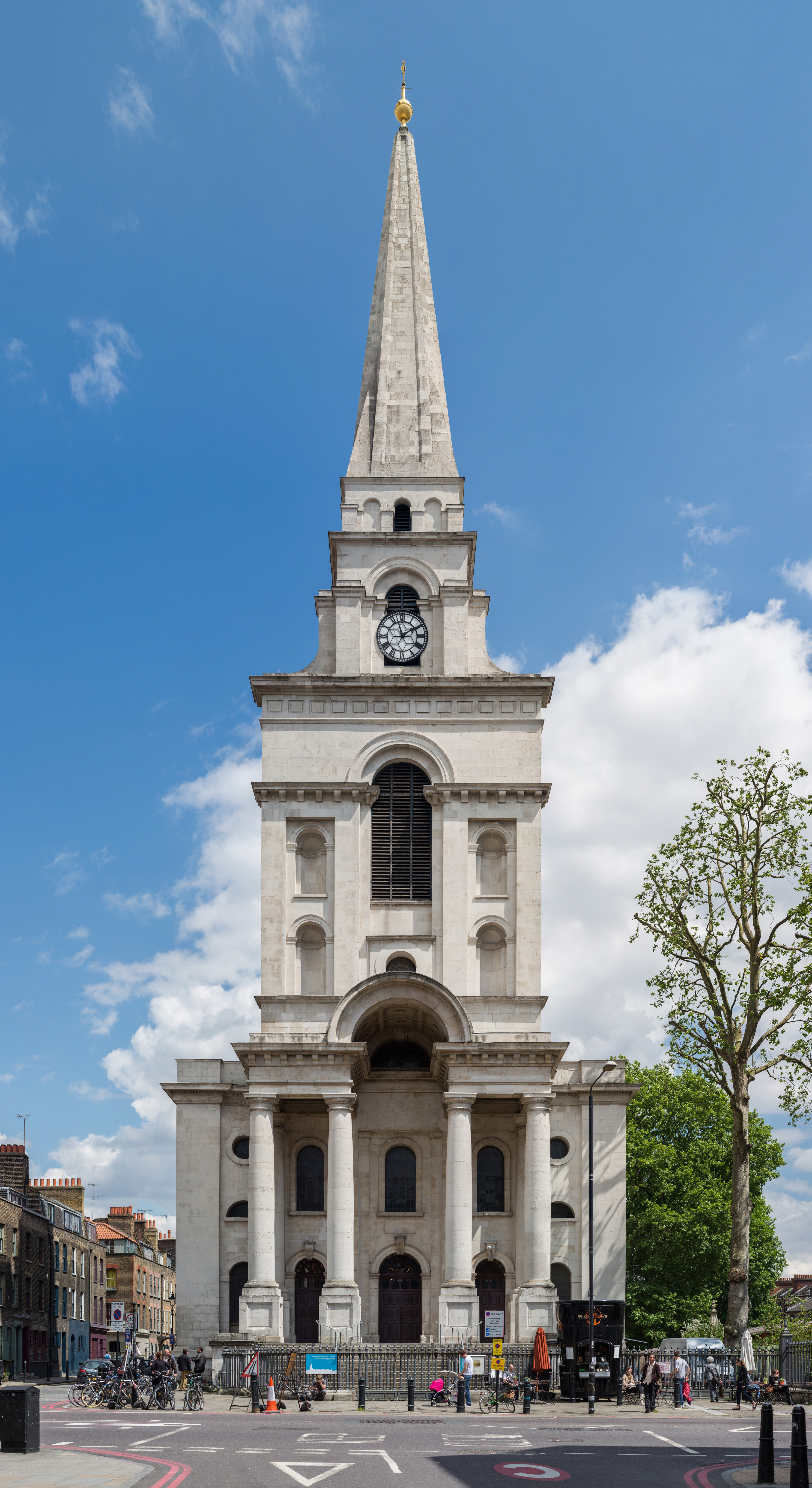
Christ Church, l'église de Spitalfields, au carrefour de Brushfield Street et de Commercial Street.

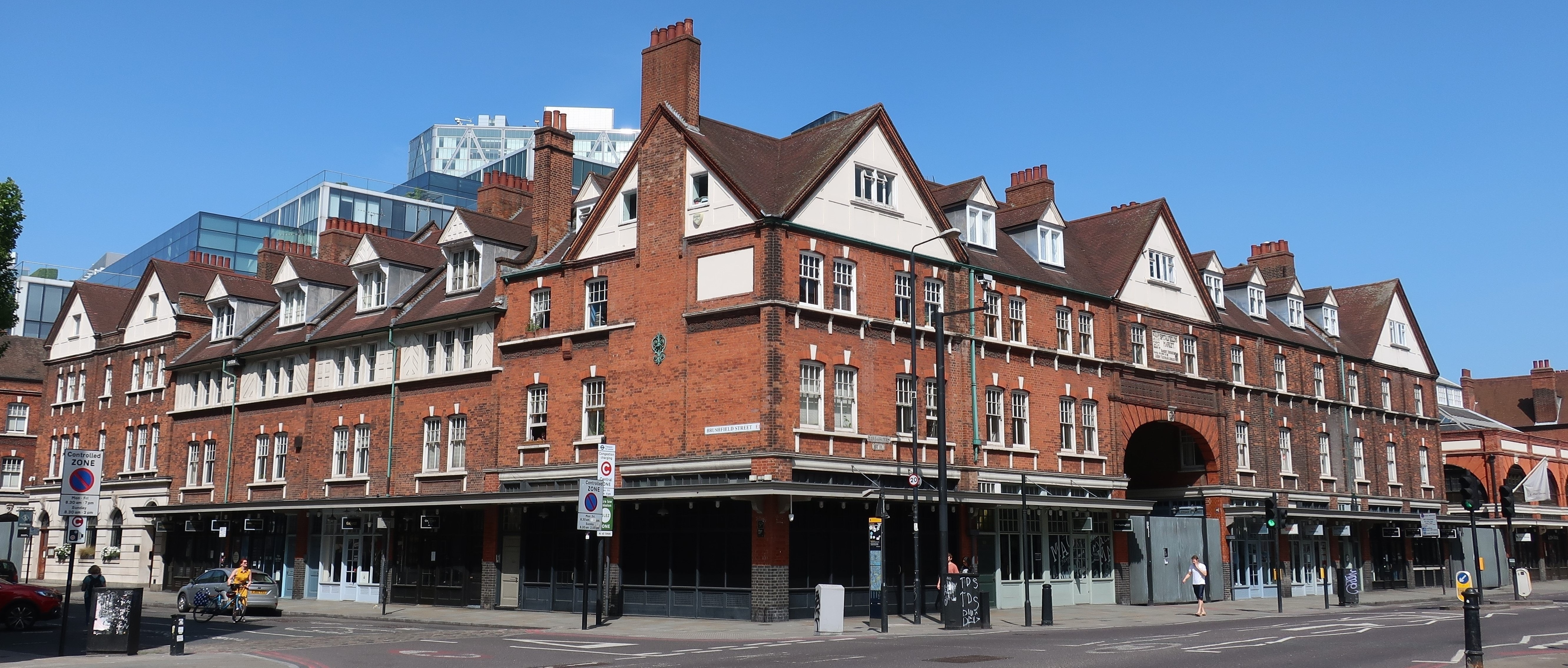
Les Horner Buildings, au côté sud-est du vieux marché de Spitalfields, construits en 1887. Carrefour de Brushfield Street et de Commercial Street, face à l'église de Spitalfields.

Le vendredi 7 septembre, vers 14-15h - Annie Chapman est de retour à la pension Crossingham. Le logeur Donovan l'autorise à entrer dans la cuisine et lui demande où elle a passé la semaine. Elle répond qu'elle était au dispensaire (sans préciser lequel). On suppose qu'elle vient de passer deux jours au casual ward de la Whitechapel Infirmary, quoiqu'on n'en trouve aucune trace dans les archives.
Vers 17h30 - Amelia Palmer rencontre Annie Chapman dans Dorset Street et lui demande si elle va se rendre à Stratford, où elle a l'habitude d'aller vendre tous les vendredis des fleurs ou des allumettes. Mais elle répond qu'elle est "trop malade pour faire quoi que ce soit". Les deux femmes se séparent. Repassant au même endroit un peu plus tard, Amelia Palmer voit qu'Annie Chapman n'a pas bougé de place. Une seconde discussion s'engage. Finalement, Annie Chapman assure son amie qu'elle va se ressaisir et essayer de gagner de l'argent pour ne pas dormir dehors cette nuit.
23h30 - Annie Chapman retourne à la pension Crossingham, et demande de nouveau la permission d'aller à la cuisine.
Vers minuit 10 - Un résident, William Stevens, ouvrier d'imprimerie, entre dans la cuisine et y trouve Annie Chapman. Elle lui confie qu'elle a rendu visite à sa sœur à Vauxhall, et que sa famille lui a donné cinq pence. Elle s'est aussi rendue à l'hôpital (peut-être l'Hôpital Saint-Barthélémy où lui ont été donnés ses médicaments), et envisage de se rendre au dispensaire le lendemain. Elle a deux flacons, et sort de sa poche une boîte de pilules. Mais la boîte se brise, et elle recueille les pilules à l'intérieur d'une enveloppe déchirée qu'elle a trouvée près de la cheminée.
Vers minuit 30 - Elle boit de la bière dans la cuisine de la lodging house avec Frederick Simmons, autre résident,,.
Vers 1h - Elle sort de la pension. Simmons suppose qu'elle se rend au Britannia. Donovan la voit partir en direction de Bishopgate Street.
Vers 1h30-45 - Elle est de retour et descend à la cuisine avec une pomme de terre cuite dont elle fait son repas, en disant qu'elle revient du Britannia. La voyant passer devant son bureau (qui fait face à l'entrée), Donovan envoie la femme du gardien, John Evans, chercher son mari pour s'assurer que le lit est payé. Son lit attitré porte le no. 29. Evans vient dont trouver Annie Chapman à la cuisine pour lui réclamer l'argent pour la nuit. Ne pouvant pas payer, elle remonte au bureau de Donovan, et lui déclare : "Je n'ai pas assez d'argent pour mon lit, mais réservez-le moi. Je ne serai pas longue". Donovan lui fait remarquer avec ironie qu'elle arrive à trouver l'argent pour boire de la bière mais pas pour réserver son lit. Elle répond : "Peu importe, Tim, je serai bientôt rentrée". Elle s'attarde encore deux ou trois minutes sur le pas de la porte.
Vers 1h50 - Avant de sortir, elle dit à Evans : "Je ne serai pas longue, Brummie. Voyez avec Tim pour qu'il me garde mon lit". Evans la suit des yeux, et la voit entrer dans Little Paternoster Row petite ruelle qui mène à Brushfield Street. Arrivée au bout de la ruelle, elle tourne à droite vers l'église de Spitalfields. À l'exception d'Elizabeth Long, Evans est la dernière personne à l'avoir vue vivante.
Annie Chapman est connue des policiers qui patrouillent habituellement dans le secteur, mais aucun d'eux ne se souvient de l'avoir vue la nuit du meurtre.
Deux jours après le meurtre, Donovan retrouve dans la pièce où elle dormait, deux grandes fioles de l'Hôpital Saint-Barthélémy. L'une des étiquettes portait la mention : "Deux cuillerées à soupe à prendre trois fois par jour", et l'autre : "Lotion. Poison".

### Au 29, Hanbury Street

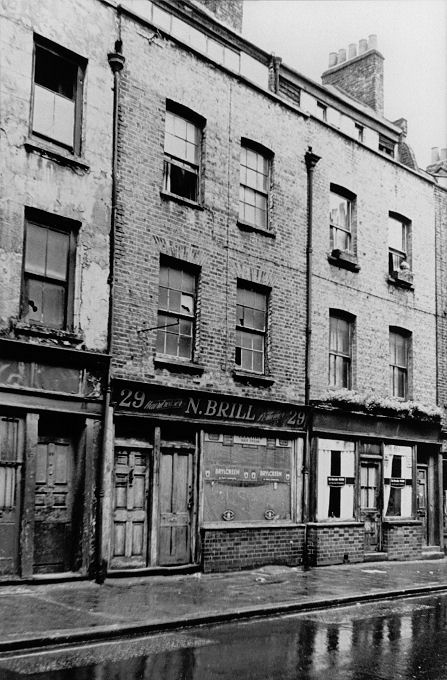
Façade du 29 Hanbury Street. Cliché 1967.

Hanbury Street est mieux connue par les habitants du quartier sous son ancien nom de Brown's Lane. Les maisons du ont été construites à l'origine pour les tisserands de Spitalfields, avant que les métiers à tisser ne périclitent avec le développement de l'énergie à vapeur. Les immeubles ont alors été reconvertis en logements occupés désormais par des ouvriers, principalement des manutentionnaires travaillant sur les marchés, des charretiers, des dockers, etc. On y trouve aussi des boutiques, des abattoirs et des ateliers, dont de nombreux ébénistes qui approvisionnent les magasins de meubles de Curtain Road.
L'immeuble du 29 compte deux étages et un grenier. Il abrite sept logements où vivent dix-sept personnes, et deux commerces. Mme Richardson, la locataire principale, utilise la moitié de la maison. Chaque palier est divisé en deux appartements :
- Amelia Richardson dirige une entreprise de caisses d'emballage installée à la cave, aidée de son fils, John Richardson, et de son employé Francis Tyler.
- Une boutique de viande pour chat est installée au rez-de-chaussée côté rue. Elle est utilisée par Harriet Hardyman et son fils de seize ans, qui logent dans deux chambres attenantes. À l'arrière, la cuisine est utilisée par Mme Richardson.
- Deux portes s'ouvrent sur la façade : celle de la boutique à droite et celle de l'immeuble à gauche. Un couloir mène à l'escalier et à l'arrière-cour.
- Au premier étage, Mme Richardson occupe une chambre donnant sur la rue, avec son petit-fils de quatorze ans. La pièce donnant sur la cour est occupée par M. Walker et son fils adulte Alfred, qualifié de "simple d'esprit".
- Au second, la pièce côté rue est habitée par Robert Thompson, charretier au service de Goodson dans Brick Lane, sa femme et leur fille adoptive. Deux sœurs célibataires, Mlles Copsey vivent dans la pièce côté cour.
- John Davis, charretier, sa femme Mary et leurs trois fils occupent le grenier côté rue. Sarah Cox, une vieille femme que Mme Richardson garde par charité, occupe la chambre donnant sur la cour.

L'arrière-cour est séparée du 27 par une palissade de bois d'environ 1,70 m de haut, à 90 cm des marches. Depuis la cour, sous un auvent, un escalier de briques descend à la cave. Quelques mois auparavant, la porte de la cave a été forcée et l'atelier cambriolé. Les visiteurs ont volé un marteau et une scie. Elle est à présent fermée par un cadenas que John Richardson, qui vit à une autre adresse, vient vérifier chaque matin les jours de marché. À proximité se trouve une pompe à eau. Le fond de la cour dispose aussi d'une remise sur la gauche où Mme Richardson entrepose du bois, et de latrines sur la droite.
L'endroit est parfois visité par des prostituées qui y emmènent leurs clients, comme les cours des autres immeubles de la rue. La porte donnant sur la rue n'est jamais fermée à clef, mais s'ouvre avec un loquet. La porte à battant donnant sur la cour se laisse ouvrir sans difficulté.

### L'assassinat

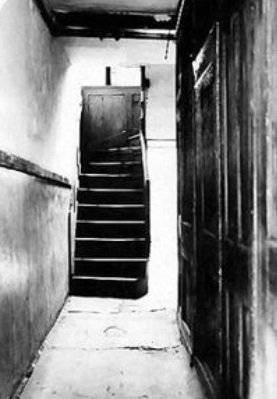
Couloir d'entrée du 29 Hanbury Street. Cliché XXe siècle.

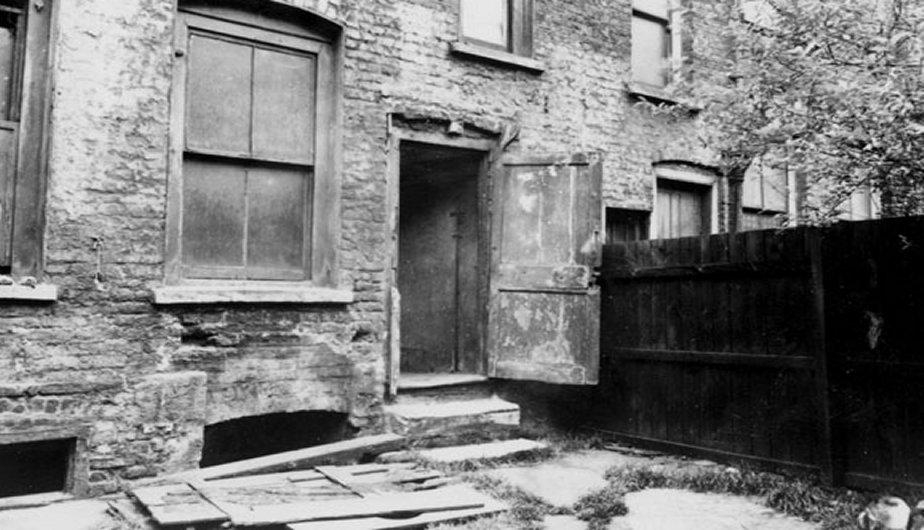
Arrière-cour du 29 Hanbury Street. Cliché pris vers 1970.

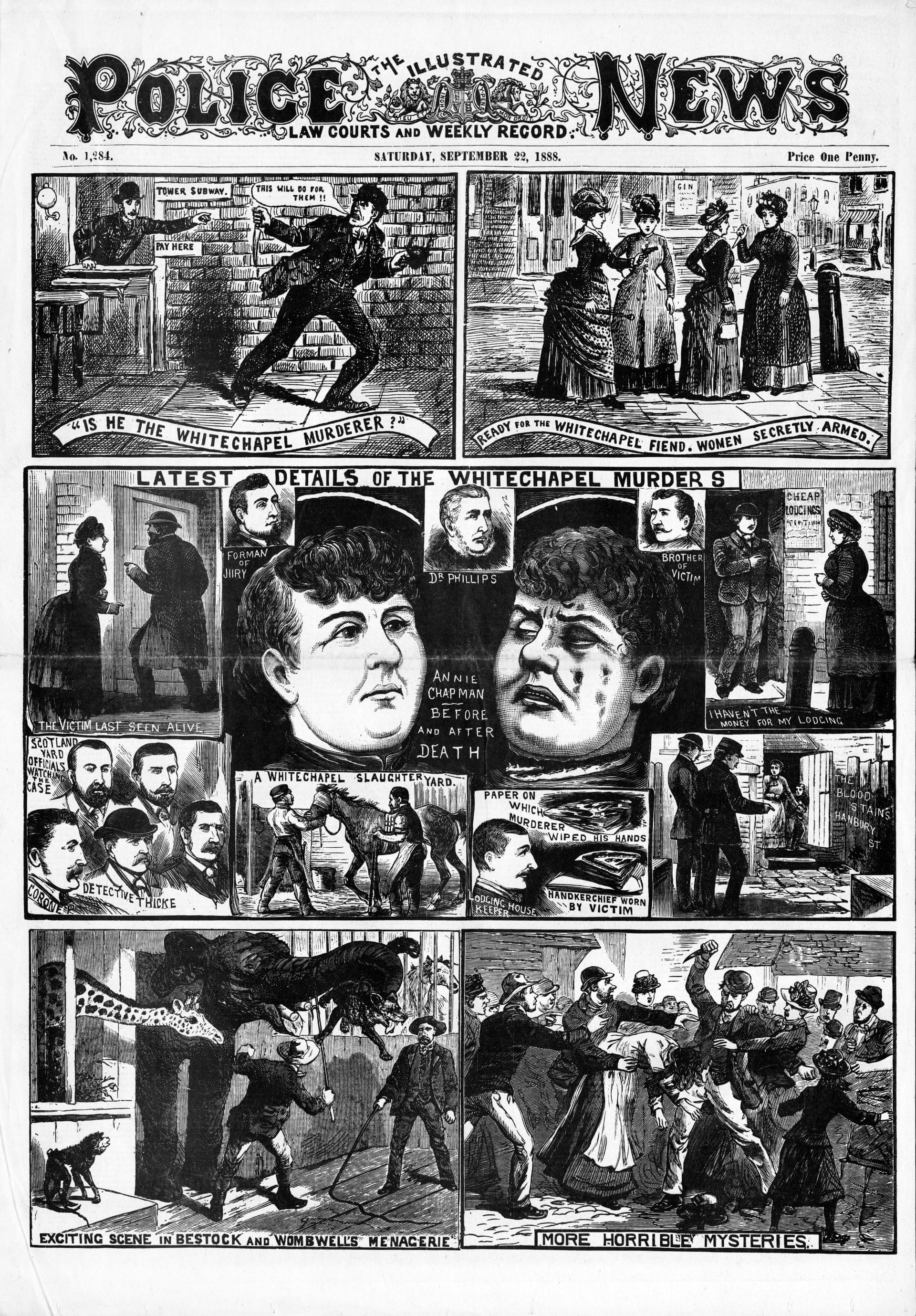
Première page de lIllustrated police news, 22 septembre 1888.

Minuit 30 - Au 29, Hanbury Street, Les deux sœurs Copsey parlent avec de jeunes hommes dans le couloir du rez-de-chaussée. Elles sont les dernières à monter se coucher dans l'immeuble.
3 h - John Davis, habitant au grenier côté rue, se réveille.
Vers 3 h 50 - Robert Thompson (au second, côté rue) part pour le travail. Il ne passe pas par la cour. Mme Richardson (au premier, côté rue) somnole et l'entend descendre. Elle lui lance : "Good morning".
4 h 30-6 h - Début du trafic des charrettes se rendant au marché de Spitalfields, dont plusieurs passent par Hanbury Street.
Vers 4 h 45-4 h 50 - John Richardson passe par le 29 Hanbury Street pour vérifier, comme chaque matin de marché, que la porte de la cave n'a pas été fracturée. Il pénètre dans l'arrière-cour de l'immeuble et s'assoit sur les marches pour couper un morceau de cuir qui dépasse dans l'une de ses bottes et le gêne pour marcher. Il utilise un couteau de table qui lui appartient. Sans quitter sa place, il en profite pour vérifier d'un simple coup d’œil que le cadenas de la cave est bien en place. Il ne remarque rien de particulier. Ensuite, il part travailler au marché de Spitalfields.
4 h 50 - Début de l'aube.
5 h - John Davis se rendort. Ouverture du marché de Spitalfields. Les artères environnantes commencent à être encombrées de charrettes. Les agents du marché régulent le trafic. On suppose que le bruit généré par la circulation aurait pu couvrir celui d'une lutte éventuelle entre l'assassin et sa victime.
Vers 5 h 15 - Un habitant de l'immeuble voisin du 27, Albert Cadosch, se réveille.
Vers 5 h 20 - Albert Cadosch se rend dans la cour du 27, séparée de celle du 29 par une palissade.
5 h 23 - Lever du jour.
5 h 30 - Une passante, Elizabeth Long, marche dans Brick Lane. Elle se rend au marché de Spitalfields. Juste au moment où elle tourne dans Hanbury Street, elle entend l'horloge de la brasserie Black Eagle Brewery sonner cinq heures et demi. Traversant Hanbury Street en direction du marché de Spitalfields, elle aperçoit une femme et un homme à quelques mètres du 29. La femme est de face, et l'homme de dos. Passant près d'eux, elle surprend une bribe de conversation : L'homme - "Voulez-vous ?" La femme - "Oui". Elle donne cette description de l'homme : environ quarante ans, un peu plus grand que la femme, cheveux sombres, l'air étranger, le teint sombre, tenue soignée mais pauvre, portant un deerstalker marron (ou selon les comptes-rendus, un chapeau de feutre bas de forme), et un manteau sombre. Visitant plus tard le corps d'Annie Chapman à la morgue, elle est certaine qu'il s'agit de la même femme. De l'avis général, le suspect aperçu par Elizabeth Long est probablement Jack l'éventreur.
Au même moment, John Davis se réveille de nouveau.
[Sans doute après 5 h 30] - Albert Cadosch retraverse la cour du 27 pour retourner dans l'immeuble. Juste au moment où il franchit la porte, il entend une femme dire : "Non", de l'autre côté de la palissade. Trois ou quatre minutes plus tard, il retourne dans la cour, et au moment de revenir un peu plus tard vers l'immeuble, il entend une sorte de chute contre la clôture. Il pense que ce sont les voisins qui, parfois, heurtent la clôture en manipulant des caisses. Ne perdant pas de temps, il traverse le couloir de son immeuble et sort pour se rendre au travail. La rue est absolument déserte. Il passe devant l'église de Spitalfields environ deux minutes après 5h30.
Quelques minutes après 5 h 30 - Elizabeth Long arrive au marché de Spitalfields.
Vers 5 h 40 - Deux laitiers, James Wiltshire et Alfred Henry Gunthorpe, travaillant pour la Dairy Supply Company, traversent Hanbury Street. Ils croisent d'autres gens, mais ne remarquent rien de particulier.
5h45 - John Davis et sa femme entendent l'horloge de l'église de Spitalfields sonner le quart, et se lèvent. Ils prennent un thé.
Vers 5 h 55 - John Davis (qui vit au grenier) descend les escaliers, et remarque que la porte de l'immeuble est grande ouverte, ce qui n'a rien d'inhabituel. Il se dirige vers la cour dont la porte est fermée. En ouvrant la porte, il découvre le corps d'Annie Chapman gisant le long de la palissade. Sa tête, près des marches, est inondée de sang. Il voit qu'elle est éventrée. Ses intestins ont été jetés par-dessus son épaule.
Il sort aussitôt dans Hanbury Street et se met à courir dans la rue pour chercher du monde.
[Vers 6h10, d'après James Kent et James Green ; 6h08 selon John Henry Holland ; vers 6h selon les autres témoignages] - James Kent et James Green sont devant leur atelier du 23 Hanbury Street, où ils attendent l'arrivée de leurs collègues de travail. Ils travaillent dans l'entreprise de caisses d'emballage de M. Bailey. Dès qu'il les voit, John Davis vient les alerter. Au même moment (6h08, selon lui), Henry John Holland passe dans la rue, et les suit. Après avoir vu le corps, tous les quatre ressortent aussitôt et se séparent pour alerter la police, sauf Green qui retourne travailler :
- Kent, ne trouvant pas d'agent dans les environs, va chercher une toile à son atelier pour recouvrir la victime.
- Holland se rend au marché de Spitalfields où il trouve un agent de police qui refuse de venir car il est consigné et le renvoie vers d'autres policiers à l'extérieur du marché. Holland se met à errer en faisant le tour du marché pour trouver un policier. Comme il n'en trouve pas, il revient au 29.
- Davis parvient au poste de police de Commercial Street, qui envoie des agents sur place.

6 h - Thomas Richardson, petit-fils de Mme Richardson, se lève (au premier étage). Sa grand-mère, qui entend de l'animation dans le couloir, l'envoie voir ce qui se passe. Il revient pour lui annoncer qu'une femme a été assassinée. Elle descend imméditement en chemise de nuit et voir le corps dans la cour. À ce moment, la cour est déserte, mais le couloir est déjà encombré de badauds. Elle remonte chez elle pour s'habiller.
Vers 6 h - Les va-et-vient ont réveillé Mme Hardyman, qui occupe la boutique du rez-de-chaussée. Craignant qu'il s'agisse d'un incendie, elle réveille son fils et l'envoie voir ce qui se passe. En revenant, son fils lui demande de rester au lit pour ne pas voir le corps de la femme mutilée.
6 h 10 (selon l'inspecteur Chandler) - La nouvelle se propage vite. Un inspecteur de police, Joseph Luniss Chandler, passant au carrefour d'Hanbury Street et de Commercial Street, voit passer un groupe d'hommes qui lui annoncent : "Une autre femme a été assassinée". Il les suit jusqu'au 29 où il trouve déjà une foule en train de se presser à l'entrée de l'immeuble. Il envoie chercher le Dr George Bagster Phillips à sa permanence du 2 Spital Square, ainsi qu'une ambulance et des renforts. Il envoie également prévenir Scotland Yard, puis fait recouvrir le corps de la victime.
Kent revient au 29 avec une toile pour recouvrir la victime, et voit qu'une foule encombre le couloir et trouve l'inspecteur Chandler posté à l'entrée de la cour. En quelques minutes, plusieurs policiers arrivent sur les lieux, et évacuent le couloir. Ils protègent l'accès à la scène de crime en attendant l'arrivée du chirurgien.
6 h 20 - Le Dr Phillips est alerté. Au marché de Spitalfields, John Richardson entend dire qu'une femme a été assassinée chez sa mère. Il revient au 29 Hanbury Street. En revenant du marché, Holland voit des policiers et des gens courir.
Vers 6 h 30 - Arrivée du chirurgien.

### Premières constatations

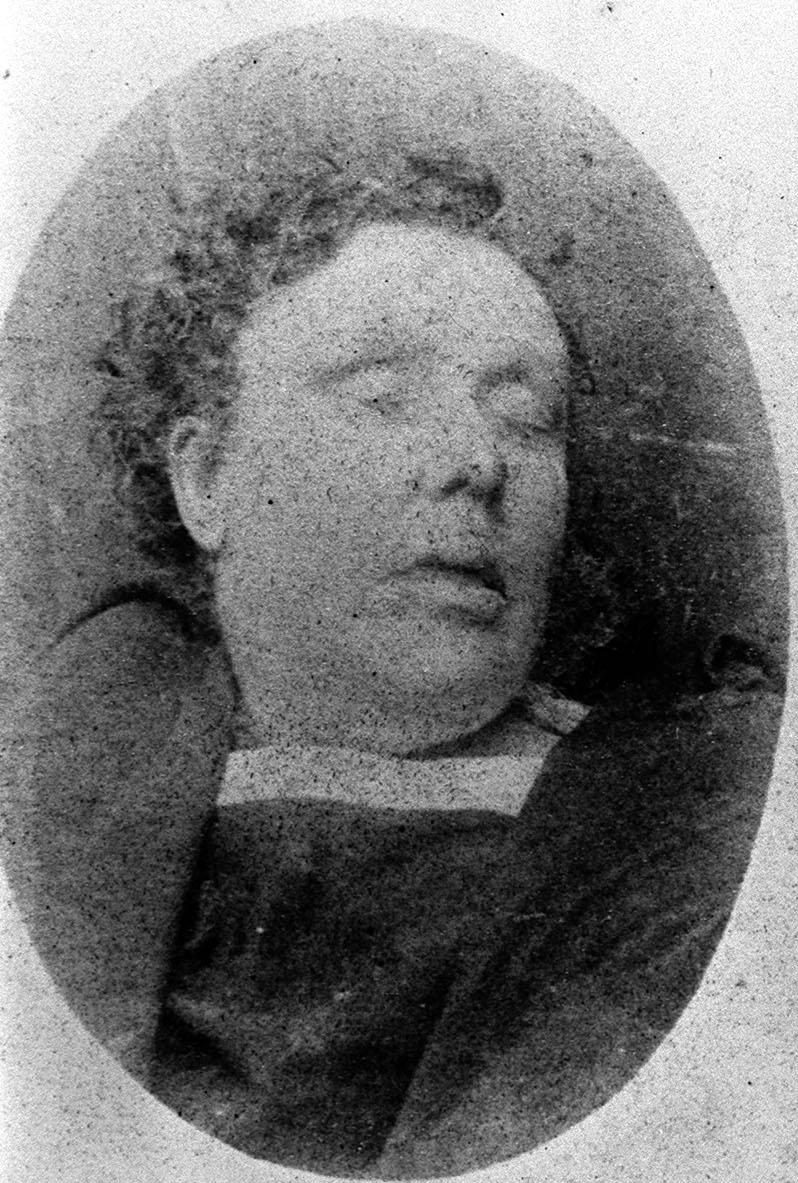
Portrait mortuaire d'Annie Chapman. 1888.

Le Dr Phillips examine le corps. Les membres sont encore souples, mais la rigidité cadavérique commence. L'ensemble du corps est froid. Il estime que le décès remonte à 4h30 (plus tard, il se montre moins certain de ce diagnostic).
Vers 6 h 40 - Arrivée de l'ambulance. Le chirurgien ordonne de transporter le corps à la morgue. Au moment où on l'évacue, une foule de plusieurs centaines de badauds remplit la rue. Le corps d'Annie Chapman est transporté dans une grande charrette à bras par le sergent Edward Badham jusqu'à la morgue d'Old Montague Street. La précédente victime de Jack l'éventreur, Mary Ann Nichols, inhumée l'avant-veille, avait séjourné dans cette même morgue. L'ambulance a le plus grand mal à se frayer un passage au milieu d'une foule agitée qui la suit comme un essaim sur tout le parcours. Certains tentent de regarder à l'intérieur, par les interstices de la voiture. Une femme parvient ainsi à voir que la victime est quasiment décapitée.
Pendant que l'on transporte le corps, l'inspecteur et le chirurgien découvrent un certain nombre d'objets qui reposaient à ses pieds : un morceau plié de mousseline effilochée, un peigne, et un peigne de poche rangé dans un étui. Il s'agit du contenu d'une poche que la victime portait sous sa jupe et qui paraît avoir été découpée. D'après le Dr Phillips, ces objets étaient soigneusement disposés.
Ensuite, ils découvrent une enveloppe déchirée à en-tête du Royal Sussex Regiment avec à l'intérieur deux pilules. Elle était posée à l'emplacement de la tête de la victime. On peut lire une partie de l'adresse : "M", et en dessous : "Sp", ainsi qu'un "2", écrite d'une main masculine, et un cachet de la poste à Londres, du 23 août 1888. Plus tard, William Stevens reconnaît l'enveloppe qu'Annie Chapman avait trouvée près de la cheminée de la cuisine de la lodging house.
Ils relèvent six éclaboussures sur le mur de l'immeuble à une hauteur de 45 cm. D'autres traces de sang coagulé indiquent un frottement de la tête de la victime. On en retrouve d'autres sur la palissade, mais aucune dans le couloir de l'immeuble, ni à l'intérieur de l'immeuble, ni dans la rue, ni dans les cours des immeubles voisins qui sont inspectées par la police au cours de la matinée.
Ils retrouvent également, posé sur une pierre, un tablier de cuir mouillé et replié, et sous le robinet un seau rempli d'eau claire. On saura par la suite que ce tablier de cuir, appartenant à John Richardson, a été lavé par sa mère et laissé à sécher.
Deux ou trois bagues en laiton que portaient Annie Chapman la veille n'ont pas été retrouvées sur elle. La police suppose qu'elles ont été volées par le meurtrier, ou que la victime elle-même les avaient laissées en gage à un mont de piété. Mais l'enquête auprès des prêteurs sur gage de Spitalfields et Whitechapel ne donne rien.
Vers 6 h 45 - L'inspecteur Chandler interroge John Richardson dans le couloir de l'immeuble : il est certain que le corps n'était pas encore là lorsqu'il est entré dans la cour à 4h45-50. Puis Chandler se rend à la morgue.
Vers 7 h - Arrivée des sergents William Thicke et Leach, et d'autres policiers. L'inspecteur Abberline est informé par télégramme.
Arrivée de l'ambulance à la morgue d'Old Montague Street, réceptionnée par le gardien Robert Mann, et suivie de près par l'inspecteur Chandler et de nombreux badauds. Chandler dresse l'inventaire des effets de la victime.
Dans la matinée, les époux Davis et Amelia Richardson sont interviewés par des journalistes pour les éditions du soir. La nouvelle du meurtre est publiée le jour même.
Le Dr Phillips se rend à son tour à la morgue pour un examen post mortem vers 14h. Entre-temps, le corps a été déshabillé et lavé par deux infirmières de la Whitechapel Infirmary sans l'autorisation de la police. Le même incident s'était produit concernant Mary Ann Nichols, mais le Dr Llewellyn avait au moins pu, auparavant, examiner une seconde fois la victime dans la salle de la morgue. Cette fois-ci, le chirurgien n'a même pas pu examiner de façon approfondie le corps avant qu'il ne soit "préparé" par les infirmières, ce qui constitue une destruction d'indices très préjudiciable à l'enquête. On s'est demandé par la suite si la disparition d'organes imputée au tueur ne serait pas, en fait, arrivée pendant que l'on manipulait le corps.
Au cours de la journée, Stanley entend parler de la mort de son amie, et se rend à la maison Crossingham vers 14h30 pour vérifier si c'est vrai. Evans le lui confirme. Stanley repart sans dire un mot.
Dès l'après-midi, les habitants de l'immeuble font payer un penny l'accès à l'arrière-cour. Des centaines de badauds défilent ainsi devant les lieux du crime. Comme de nombreux Juifs du quartier sont présents, ils sont pris à partie par certains ouvriers à cause des rumeurs concernant "Tablier de Cuir". Des slogans antisémites fusent, et on assiste à des scènes de violence laissant présager des émeutes. Des renforts de police sont dépêchés sur place pour contenir, à grand peine, la foule agitée. À la nuit tombée, loin de se disperser, la foule grossit, et des groupes improvisent des manifestations antisémites à travers Hanbury Street. Toute la nuit est émaillée d'incidents mobilisant le chirurgien divisionnaire Phillips et son assistant pour intervenir sur des blessés graves,,.

### Identification du corps
Annie Chapman est très rapidement reconnue et identifiée. Lorsque le corps arrive à la morgue vers 7h, deux femmes vivant au 35 Dorset Street sont déjà présentes. Dès 7h30, Frederick Simmons est conduit à la morgue. Il buvait de la bière en compagnie d'Annie Chapman à la lodging house quelques heures auparavant. Il reconnaît immédiatement "Annie", et affirme qu'il lui manque trois anneaux aux doigts qu'elle portait encore la veille. Dans la matinée, le logeur Donovan, et le veilleur de nuit Evans, identifient à leur tour celle qu'ils connaissent sous le nom d'Annie "Siffey". Pendant ce temps, vers 10h, Amelia Palmer entend parler de la femme assassinée dont la description lui donne le pressentiment qu'il s'agit de son amie. Elle se rend d'abord au poste de police, puis elle est conduite à la morgue, où elle reconnaît "Dark Annie".
Le lendemain, dimanche 9 septembre, Fountain Smith identifie le corps de sa sœur.

### Les différents lieux
Légendes du plan ci-contre :

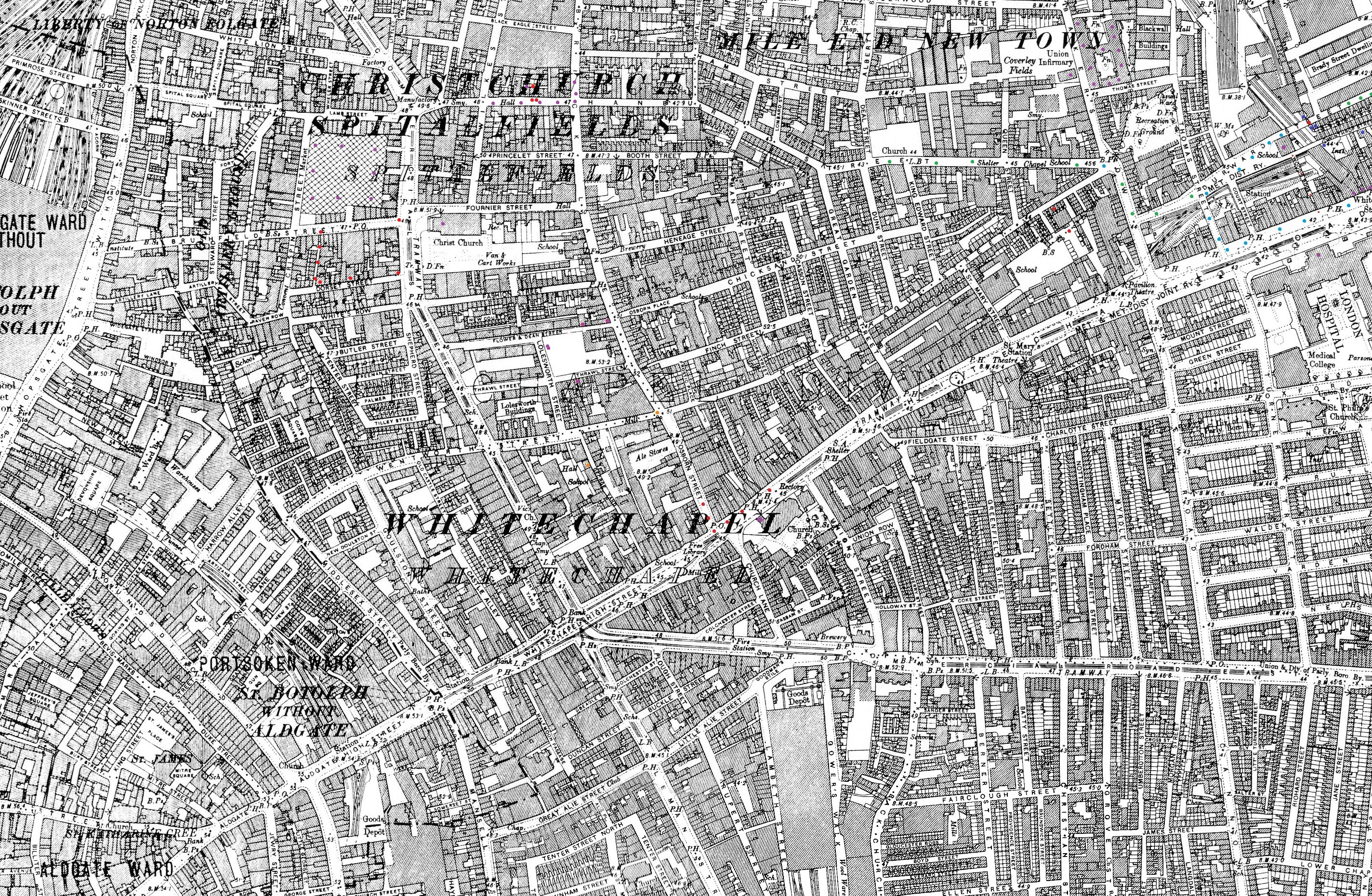
Ordnance Survey Map of Whitechapel. Plan de Whitechapel, Londres, publié en 1894.

- Pastilles rouges : Lieu du crime, dans la cour du 29 Hanbury Street ; devant le 29 Hanbury Street, Annie Chapman en compagnie du suspect (et probable assassin) ; dans Dorset Street : lodgings houses du 30 (au centre de la rue) et du 35 (pension Crossingham, vers l'ouest, à l'angle de Paternoster Row), et pub Britannia (à l'angle avec Commercial Road (en)) ; carrefour de Brushfield Street et de Commercial Road (où Annie Chapman croise Edward Stanley vers le 1er septembre) ; parcours d'Annie Chapman dans Paternoster Row en quittant la lodging house, la nuit du meurtre.
- Pastilles violettes : Trajet d'Elizabeth Long à travers Brick Lane et Hanbury Street ; Marché de Spitafields ; Christ Church, église de Spitalfields, au carrefour de Commercial Road et de Brushfield Street ; pub Prince Albert de Mme Fiddymont (angle de Brushfield Street et de Steward Street).
- Ligne violette : Mulberry Street (où réside la famille de John Pizer, dit "Tablier de Cuir"), au sud de Whitechapel Road.
- Les autres pastilles sont légendées sur la page de Mary Ann Nichols.

### Description
Quarante-six ans, 1,52 m, les yeux bleus, le teint pâle, cheveux bruns ondulés.
Souffre de malnutrition. Atteinte de tuberculose et d'une dégénérescence des tissus cérébraux.
- Longue veste noire ornée, descendant jusqu'aux genoux, boutonnée sur le devant, et agrafée en haut sur le côté.
- Long jupon noir.
- Vieilles bottes usées à lacets
- Bas de laine rayés de rouge et de blanc
- Foulard de coton blanc bordé de rouge, porté autour du cou
- Un morceau plié de mousseline effilochée, un peigne, et un peigne de poche rangé dans un étui de carton, une enveloppe déchirée contenant deux pilules. Le tout était porté dans une grande poche nouée autour de la taille sous les jupons.

Elle ne porte pas de bonnet, et possède deux ou trois anneaux de laiton portés à un doigt (manquants lors la découverte du corps).

## Funérailles
Annie Chapman est inhumée dans l'intimité, en présence des seuls membres de sa famille, le 14 septembre matin. Les pompes funèbres viennent en toute discrétion chercher le corps à la morgue d'Old Montague Street tôt le matin, puis l'acheminent rapidement au cimetière Manor Park, dans le district de Forest Gate de l'est londonien, où la famille s'est rendue directement. Elle est enterrée dans la fosse commune, et il n'existe, de nos jours, aucun vestige de sa tombe. La presse annonce l'inhumation d'Annie Chapman le lendemain.

## Enquête judiciaire
Les auditions de l'enquête judiciaire débutent le 10 septembre au Working Lads' Institute. Le coroner Baxter mène en parallèle l'autre enquête judiciaire en cours sur le meurtre de Mary Ann Nichols. Scotland Yard est représenté par les inspecteurs Abberline, Helson et Chandler, et les sergents Thicke et Leach. Le jury est emmené à la morgue pour voir le corps. Quatre jours d'auditions se succèdent les 10, 12, 13 et 19 septembre. Sont entendus : John Davis, Amelia Richardson, Harriett Hardyman (habitants du 29 Hanbury Street) ; John Richardson (fils d'Amelia Richardson) ; Albert Cadosch (habitant du 27 Hanbury Street) ; James Kent et James Green (travaillant au 25 Hanbury Street) ; Elizabeth Long et Henry John Holland (deux passants) ; Timothy Donovan et John Evans (logeur et gardien de la Crossingham's lodging house) ; Amelia Palmer, Eliza Cooper, Edward Stanley, William Stevens (connaissances d'Annie Chapman) ; Fountain Smith (frère d'Annie Chapman) ; John Pizer (soupçonné d'être "Tablier de Cuir") ; l'inspecteur Chandler, les sergents Thicke et Badham ; l'infirmière Sarah Simonds et le gardien de la morgue Robert Mann ; le Dr Phillips.
Au dernier jour de l'enquête, le 26 septembre, le coroner délivre ses conclusions,,,,,,,,,,,,.

### Audition de John Davis, habitant du 29 Hanbury Street
John Davis, homme âgé, est concierge du marché de Leadenhall (dans le centre de Londres), et charretier au service de M. Wisdom, marchand de fruits et légumes de ce marché. Il habite au 29 Hanbury Street depuis deux semaines dans une pièce du grenier donnant sur la rue, avec sa femme et ses trois fils.
La veille du meurtre, il s'est couché à huit heures, et sa femme une demi-heure plus tard. Ses fils se sont couchés un peu après, le dernier vers 22h45. Leur vasistas est resté fermé pendant la nuit. Réveillé à 3h, Davis s'est rendormi à 5h. De nouveau réveillé à 5h45, lorsque l'horloge de l'église de Spitalfields a sonné le quart, il s'est alors levé, a pris une tasse de thé, puis est descendu dans la cour. La porte d'entrée de l'immeuble et la porte de la cour ne sont jamais verrouillées, mais il faut connaître l'emplacement du loquet pour ouvrir celle de la rue. Il ne se souvient pas si celle de la cour était verrouillée tant il a été bouleversé par ce qu'il a vu ensuite. En tout cas, il l'a trouvée fermée, contrairement à la porte de l'immeuble qui était grande ouverte sur la rue, ce qui n'a rien d'inhabituel. En ouvrant la porte de la cour, il a immédiatement vu le corps d'une femme allongée sur le dos dans l'espace entre la clôture et les marches, sa tête près des marches tournée vers la maison. Les vêtements étaient relevés jusqu'à la taille.
Il n'est pas descendu dans la cour, et a couru immédiatement jusque dans la rue et a appelé deux hommes (James Kent et James Green) qu'il connaît de vue. Ils travaillent chez Bailey, fabricant de caisses d'emballage dans Hanbury Street, à trois portes du 29 (au 25A). Il les a trouvés en train d'attendre devant leur atelier, ou à l'arrière du Black Swan, et les a emmenés voir le corps, sans pénétrer dans la cour. Puis ils sont allés ensemble chercher la police. Il est allé, lui-même, alerter un inspecteur du poste de police de Commercial Street, lequel a envoyé des agents. Il n'a prévenu aucun des résidents de l'immeuble. Lorsqu'il est revenu du poste de police, il a trouvé des policiers déjà sur place. Il s'est ensuite tenu à l'extérieur de l'immeuble.
Il ne sait pas s'il est le premier à avoir découvert le corps, car Thompson s'est levé avant lui vers 3h30. Il n'a entendu aucun bruit avant de découvrir le corps.
Il a entendu dire, par Mme Richardson, que des femmes se rendent parfois dans cette cour, mais comme il n'est là que depuis quinze jours, il n'en a encore jamais rencontrées. Il ne connaissait pas la victime et ne l'avait jamais vue auparavant,,,,.

### Audition de James Kent, travaillant au 25 Hanbury Street
James Kent a 20 ans, habite dans le quartier de Shadwelln et travaille comme fabricant de caisses d'emballage pour M. Bailey, au 25A Hanbury Street. Son travail commence à 6h. Ce matin-là, il est arrivé avec dix minutes de retard. Le contremaître arrive chaque matin à 5h50 et se trouvait déjà là. La porte de son employeur était ouverte mais il a attendu devant avec James Green l'arrivée de leurs collègues. Davis, le voisin du 29, a couru depuis sa maison dans leur direction en leur criant de venir, et tenait sa ceinture à la main. Une fois sur place, en se tenant sur le haut des marches de l'arrière-cour, il a vu une femme allongée le long de la palissade, les vêtements en désordre. Ensuite, il a attendu un peu devant la maison pour voir si un policier allait venir. Il est finalement retourné à son atelier pour y chercher une toile afin de recouvrir le corps. Il s'est aussi arrêté pour boire du brandy. Quand il est revenu, une foule était déjà rassemblée, et l'inspecteur Chandler présent sur les lieux. Personne d'autre que le policier n'est allé dans la cour, tous étant trop effrayés par le spectacle. Il a pu revoir la femme, visiblement morte, une sorte de foulard imbibé de sang autour du cou, le visage et les mains pleins de sang, les entrailles sorties de son abdomen et mis sur son côté gauche. Il a été frappé par l'expression des mains, redressées, les paumes ouvertes, comme si elle avait lutté contre son assassin,.

### Audition de James Green, travaillant au 25 Hanbury Street
James Green a 36 ans, habite près de Burdett Road et occupe le même emploi que James Kent. Il est arrivé à 6h10, en même temps que son collègue, et l'a accompagné au 29 de la rue. Puis ils sont repartis ensemble. Il n'a vu personne toucher le corps. Il se trouvait devant la porte de son atelier lorsqu'est arrivé l'inspecteur Chandler. Il l'a suivi jusque dans la cour du 29. Des badauds étaient alors présents, mais aucun n'avait osé s'aventurer dans la cour. Il pense que le corps était alors dans le même état qu'au moment de sa découverte,.

### Audition d'Henry John Holland, un passant
Henry John Holland est fabricant de caisses d'emballage, et habite près de Mile End Road.
Vers 6H08, il passait devant le 29, Hanbury Street sur le chemin de son travail qui se trouve dans Chriswell Street. Il s'est arrêté pour parler à deux hommes travaillant chez Bailey. Un vieil homme (Davis) est sorti de la maison et leur a demandé de jeter un œil dans son arrière-cour. Il a traversé le couloir et a vu la femme morte étendue dans la cour près de la porte de derrière. Il n'a pas touché le corps. Ensuite, il est allé chercher un policier au marché de Spitalfields, qui lui a répondu qu'il ne pouvait pas venir. Pourtant le policier était immobile et ne faisait rien de particulier. Il a insisté en lui précisant que c'était un cas similaire à celui de Buck's Row. Alors le policier l'a renvoyé vers deux agents à l'extérieur du marché. Il est ressorti mais n'a trouvé aucun autre agent. Il est alors retourné dans Hanbury Street, et a vu vers 6h20 un inspecteur accourir avec un jeune homme.
Dans l'après-midi, il est allé au poste de police de Commercial Street pour se plaindre de l'attitude du premier policier. Le président du jury estime que le policier aurait dû se déplacer et suivre le témoin. Mais un inspecteur, présent à l'audience, réplique que certains agents de police ont pour ordre de ne pas quitter leur place et de renvoyer à d'autres agents en cas de besoin. Le coroner juge que l'inertie de ce policier n'a, en outre, pas entraîné de retard important,.

### Audition et interview d'Amelia Richardson, habitante du 29 Hanbury Street
Amelia Richardson est veuve et vit au 29 Hanbury Street depuis quinze ans. Elle n'est pas propriétaire de la maison, et en loue la moitié : l'appartement côté rue du premier étage, la cuisine à l'arrière du rez-de-chaussée, la cour et l'atelier de la cave où elle tient un commerce de caisses d'emballage. L'atelier est utilisé par son fils John, 37 ans, et son employé Francis Tyler qui travaille pour elle depuis 18 ans. Son fils habite dans John Street, à Spitalfields et travaille au marché le matin. Elle habite dans la pièce du premier étage en façade avec son petit-fils, et utilise la cuisine du rez-de-chaussée. La pièce côté cour est occupée par M. Walker, un vieil homme qui fabrique des chaussures de tennis sur gazon et vit avec son fils de 27 ans. Son fils est faible d'esprit et inoffensif. Au rez-de-chaussée sont deux chambres occupées par Mme Hardyman et son fils de 16 ans, ainsi que la boutique de viande pour chat donnant sur la rue. John Davis et sa famille sont au troisième étage côté rue, et Sarah Cox, une vieille dame qu'elle garde par charité, occupe la chambre côté cour. M. Thompson, charretier employé chez Goodson dans Brick Lane, sa femme et leur fille adoptive occupent la chambre principale du deuxième étage. Deux sœurs célibataires, qui travaillent dans une fabrique de cigares, vivent dans l'autre pièce sur la cour.
Ces locataires sont des gens pauvres mais travailleurs. Certains sont là depuis douze ans. Ils travaillent principalement sur le marché aux poissons ou au marché de Spitalfields. Les charretiers qui vont au marché aux poissons partent vers 1h du matin, et d'autres vers 4h ou 5h. Le lieu est donc ouvert toute la nuit.
La veille du crime, elle a cuisiné dans la cuisine du rez-de-chaussée, qu'elle a refermée à clef en repartant. Après une réunion de prière, elle a verrouillé sa porte d'entrée et s'est couchée vers 21h30. Réveillée vers 3h, elle n'a pu se rendormir et a somnolé tout le reste de la nuit, sans entendre aucun bruit inhabituel. À 3h50, elle a entendu Thompson descendre, et lui a crié : Good morning. Il n'est pas entré dans la cour et n'a rien remarqué. Son fils, John, a jeté un œil dans la cour vers 4h50, avant d'aller au marché, et n'a vu personne. C'est Davis, un autre locataire, qui a découvert le corps juste avant 6h.
Ce matin-là, Tyler est arrivé avec deux heures de retard à 8h. Elle a même dû envoyer quelqu'un le chercher. Il est souvent en retard quand l'activité est un peu relâchée. À 6h, s'est levé son petit-fils Thomas Richardson, 14 ans, qui vit avec elle. Elle l'a envoyé voir ce qui se passait à cause de l'animation que l'on entendait dans le couloir. Il est revenu pour lui annoncer qu'une femme avait été assassinée. Elle est descendue immédiatement et a vu le corps dans la cour. Il n'y avait personne d'autre dans la cour, mais des gens encombraient le couloir. Comme elle était encore en chemise de nuit, elle est aussitôt remontée chez elle pour s'habiller. Peu après, un agent de police est venu pour prendre possession des lieux. Il est le premier, à sa connaissance, à être entré dans la cour. Tous les locataires étaient présents dans la maison, sauf Davis et Thompson.
La partie inférieure du corps était découverte. Il n'y avait pas la moindre trace de lutte. Le "démon" qui l'a frappée devait être couvert de sang en repartant. Il ne semble pas s'être lavé au seau d'eau qui était entreposé dans la cour, car l'eau est restée claire.
Elle est certaine que la femme assassinée est venue volontairement dans la cour. Si une lutte s'était produite, les résidents auraient dû l'entendre. Certaines fenêtres donnant sur la cour étaient ouvertes. Mais personne n'a rien entendu. L'assassin et sa victime ont dû entrer en tachant de ne faire aucun bruit, car normalement, elle entend tous les gens qui circulent dans le couloir, et elle est très certaine qu'elle aurait dû les entendre passer. Ceci étant, elle n'y aurait peut-être pas prêté attention, car d'ordinaire, les matins de marché, il y a beaucoup de bruit et d'animation dans la rue. Elle n'a entendu aucun cri.
Les deux portes donnant sur la rue et sur la cour sont toujours ouvertes, comme dans toutes les maisons du voisinage. Les gens vont et viennent toute la nuit. Elle n'a jamais aucune inquiétude, n'ayant jamais entendu parler de vols dans l'immeuble, à l'exception du cambriolage de la cave. Le cadenas avait été fracturé. On leur a volé une scie et un marteau. Il y a un mois, elle a découvert un vagabond dormant dans les escaliers vers 3h ou 4h. Elle a appelé Thompson, et l'homme a dit qu'il attendait l'ouverture du marché. Il avait un accent étranger, et elle pense qu'il est revenu dormir dans l'escalier d'autres nuits. La cour est très fréquentée par des gens qui n'ont rien à y faire. "Mais à dire vrai, dit-elle, ils viennent quand même le faire". À la question d'un membre du jury qui lui demande si elle laisserait des gens entrer chez elle en sachant que c'est "dans un but immoral", elle répond que non. Dans un second temps, le coroner lui demande si elle pensait que sa maison et sa cour était visitée par des personnes extérieures "dans un but immoral". Elle répond catégoriquement non : elle n'a jamais vu de femmes inconnues au premier étage, et son fils ne lui en a jamais parlé.
Quant au tablier de cuir retrouvé dans la cour, c'est son fils qui l'utilise pour travailler à la cave. Le jeudi 6 septembre, cela faisait un mois qu'il ne s'en était pas servi, et elle l'a retrouvé tout couvert de moisissures à la cave. Alors elle l'a passé sous le robinet de la cour, et l'a laissé posé sur une pierre. Il y est resté jusqu'au samedi du meurtre. Le robinet est utilisé par tout le monde dans la maison. Le récipient rempli d'eau était là depuis vendredi soir à 20h. La police a saisi aussi une boîte vide qu'on utilise pour mettre des clous, et une pièce métallique qui sert à refermer une guêtre,,.

### Audition d'Harriet Hardyman, habitante du 29 Hanbury Street
Harriet Hardyman habite au 29 Hanbury Street, où elle est vendeuse de viande pour chat dans la boutique du rez-de-chaussée.
Elle s'est couchée vers 22h30. Son fils dort dans la même chambre. Elle a dormi toute la nuit, sans entendre quoi que ce soit de suspect, et a été alertée par l'agitation dans le couloir vers 6h. Elle a réveillé son fils et l'a envoyé voir ce qui se passait, car elle croyait à un incendie. En revenant, il lui a annoncé qu'une femme avait été tuée dans la cour. Elle n'est pas sortie de chez elle.
Dans le passé, elle a souvent entendu des gens passer par le couloir pour se rendre dans la cour, et ne s'est jamais préoccupée d'aller voir qui ils étaient. La victime lui était inconnue.

### Audition de John Richardson, fils d'Amelia Richardson
John Richardson est le fils de Mme Richardson, il a 33 ans et demeure dans John Street. Il travaille au marché de Spitalfields comme manutentionnaire et aide aussi sa mère dans ses affaires. Chaque jour de marché, il passe le matin chez sa mère au 29 Hanbury Street, pour vérifier que tout va bien dans l'arrière-cour. Il y a quelques mois, leur atelier de caisses d'emballage à la cave a été cambriolé, et on lui a volé quelques outils.
Ce matin-là, il est passé vers 4 h 45-50, et n'a vu personne. Le cadenas de la cave était bien en place. Les deux portes de l'immeuble et de la cour étaient fermées. Dans la cour, il s'est assis sur la marche du milieu pour couper un morceau de cuir qui dépassait de sa botte, et lui faisait mal, à l'aide d'un vieux couteau de table. La lame est d'environ 13 cm. Il gardait en général le couteau chez lui, John Street. Ce matin-là, il avait coupé une carotte en morceaux pour la donner à son lapin, et avait ensuite rangé machinalement son couteau dans sa poche, ce qu'il ne fait jamais en général. Après avoir enlevé ce morceau de cuir, il a attaché sa botte, puis il est ressorti de la maison pour aller au marché. Il a refermé la porte donnant sur la rue. Quant à la porte de la cour, elle se rabat toute seule. Il n'est resté que deux ou trois minutes sur place. Le jour commençait à se lever mais on voyait clair partout. Si la femme avait été là, il l'aurait certainement remarquée.
Il arrive ensuite au marché de Spitalfields. À 6h20, il entend dire, par Thomas Pierman, qu'une femme a été assassinée chez sa mère, et s'en retourne aussitôt. Comme l'immeuble est encombré, il se rend dans une cour voisine pour essayer d'apercevoir le corps. Deux ou trois minutes plus tard est arrivé le chirurgien. La police, sur avis du chirurgien, a saisi son tablier de cuir qui se trouvaient sur place ainsi qu'une boîte de clous.
Il lui est déjà arrivé de passer la nuit dans l'immeuble. De nombreux visiteurs se rendent dans les parties communes, à toute heure, hommes et femmes. Il les a souvent chassés. Il en a même rencontrés jusqu'au palier du premier étage. Le coroner lui demande s'ils viennent « dans un but immoral ». Il le confirme. Le coroner lui demande d'aller chercher son couteau. De retour, il montre le couteau en question : c'est un couteau à dessert très élimé. Comme il n'est pas assez pointu, il ne lui a même pas servi sur le marché, où il a dû en emprunter un autre. Le coroner retient le couteau comme pièce à conviction pour le moment. John Richardson contredit aussi sa mère, et maintient qu'il lui a bien parlé des inconnus qui s'introduisent de temps en temps dans la maison, et qu'elle les a elle-même entendus passer,,.

### Audition d'Albert Cadosch, habitant du 27 Hanbury Street
Albert Cadosch, charpentier, habite au 27 Hanbury Street, l'immeuble voisin du 29.
Il s'est levé vers 5h15. Il est ensuite entré dans la cour vers 5h20. Revenant vers la maison quelques instants plus tard, juste au moment où il franchissait la porte, il a entendu une voix de femme de l'autre côté de la palissade dire : "Non". La voix venait de la cour du 29, mais il ne sait pas de quel côté. Il est alors rentré dans son immeuble, puis environ trois ou quatre minutes plus tard, il est ressorti dans la cour. Revenant de nouveau vers la maison, il a entendu une sorte de chute contre la palissade, comme si quelque chose l'avait heurtée soudain. Il n'a pas cherché à savoir ce que c'était, et n'a pas eu la curiosité de regarder par-dessus la clôture. Et quand il était à l'autre bout de la cour, il n'a rien entendu. Il n'a pas entendu de bruissement de vêtements. Sans s'attarder, il a traversé le couloir de son immeuble pour aller au travail. La rue était absolument déserte (il n'a pas vu Mme Long). Environ deux minutes après 5h30, il est passé devant l'église de Spitalfields.
Il a déjà remarqué que des visiteurs de passage circulaient de temps en temps dans les cours des immeubles, mais cela n'arrive pas souvent. Comme il estime la hauteur de la palissade à environ 1,70 m-1,80 m, le président du jury lui demande s'il n'a pas eu la curiosité de regarder par-dessus la palissade pour voir ce qui se passait, et si ce genre de bruit était habituel. Il répond qu'il n'a pas eu l'idée de regarder, parce que ses voisins sont des fabricants de caisses d'emballage. Il leur arrive parfois de travailler tôt et de heurter la palissade avec des caisses. De plus, il était d'abord préoccupé par son travail, loin de songer qu'il aurait pu se passer quelque chose d'anormal, sinon il aurait regardé. Et s'il est retourné une seconde fois dans la cour, ce n'était pas à cause de la voix entendue dans la cour du 29.
Il a livré son témoignage à la police le soir-même, en rentrant du travail,,.

### Audition d'Elizabeth Long, une passante
Elizabeth Long vit dans Church Row, à Whitechapel. Son mari, James Long, est gardien de voitures.
Ce matin-là, elle est partie de chez elle vers 5h pour aller au marché de Spitalfield. Elle traversait Hanbury Street juste après 5h30 en marchant sur le côté droit. Elle est sûre de l'heure car juste au moment de tourner dans la rue, elle a entendu l'horloge de la brasserie de Brick-Lane sonner la demie. Un peu plus loin, un homme et une femme étaient en train de parler sur le trottoir de droite, à quelques mètres du 29. L'homme était de dos et la femme de face. Elle a clairement vu le visage de la femme, mais pas celui de l'homme, remarquant seulement qu'il avait le teint sombre et qu'il ressemblait à un étranger. Il devait avoir plus de quarante ans et portait un petit chapeau de feutre brun ou un deerstalker brun (les versions varient), un manteau sombre (mais elle n'est pas sûre), et était un peu plus grand que la femme. Sa tenue était soignée, mais pauvre. En passant, elle a entendu une brève conversation. Il lui a dit : "Voulez-vous", et elle a répondu : "Oui." Sans se retourner, Elizabeth Long a poursuivi son chemin, et ne sait où ils sont allés. Cela n'a rien d'inhabituel, car elle en rencontre souvent d'autres comme eux, même à une heure aussi matinale.
Elle a spontanément fait connaître son témoignage à la police le 12 septembre. Conduite à la morgue le jour-même, elle a formellement reconnu la femme,,,,.

### Audition de John Pizer, supposé être "Tablier de Cuir"
John Pizert habite en ce moment au 22 Mulberry Street, Commercial Road East, chez son demi-frère et sa belle-mère. Il est bottier.
Il reconnaît être celui que l'on soupçonne d'être "Tablier de Cuir", mais ces soupçons sont infondés. En ce moment, il est en liberté, et souhaite se défendre publiquement. Le coroner précise qu'il l'a convoqué en partie pour lui en donner l'occasion.
Le soir du meurtre, il était au 22 Mublerry Street, où il demeurait depuis le jeudi 6 septembre vers 22h45. Habitent à cette adresse son demi-frère, sa belle-sœur et sa belle-mère. Il n'est pas ressorti de la maison jusqu'à l'arrivée du sergent Thicke venu l'arrêter le lundi 10 à 9h du matin. Se sachant recherché, il est resté enfermé sur le conseil de son frère. Le coroner trouve le conseil peu judicieux.
Avant le 6 septembre, il vivait dans une lodging house de Peter Street, à Westminster, dans le West End. Le coroner lui demande où il était le jeudi 30 août (nuit du meurtre de Mary Ann Nichols). Après un moment de réflexion, il répond qu'il était dans Holloway Road, dans une lodging house appelée Round House appartenant à M. Crossman. C'était la nuit de l'incendie du London Dock, et il est rentré dormir vers 2h ou 2h15. Il en est reparti à 11h. Alors, il a vu les affiches titrant : Another horrible murder. Il a dîné ce vendredi 31 août à la Round House à 11h. Puis il est allé jusqu'à Seven Sisters Road avant de revenir vers Highgate Way en passant par Holloway Road. Là, vers 1h30, il a vu au loin les lueurs d'un nouvel incendie. Devant l'église d'Holloway Road, il a demandé à deux policiers et à un logeur où était cet incendie. Ils lui ont répondu que c'était aux Albert Dock. Puis il est allé du côté de la gare de Highbury, avant de rentrer à la lodging house. Il payé le veilleur de nuit, mais son lit n'était plus libre depuis 23h (heure à laquelle ils sont tous reloués). Alors, il lui a payé 4 pence pour avoir un autre lit. Il est allé fumer la pipe ensuite à la cuisine, puis est parti se coucher. Le lendemain, il s'est levé à 11h parce que le logeur voulait faire le lit. Il est alors retourné à la cuisine.
Le coroner précise que le témoignage de John Pizer sur ses allées et venues a été vérifié et confirmé,.

### Audition du sergent William Thicke
Il a arrêté John Pizer le lundi 10 septembre au 22 Mulberry Street. Il le connaît sous le nom de "Tablier de Cuir" depuis de nombreuses années. Il affirme que John Pizer est bien celui que les gens surnomment "Tablier de Cuir",.

### Audition de l'inspecteur Joseph Chandler (H Division, Secteur de Stepney)
Le samedi 8 septembre, à 6h10 (ou 6h02 dans d'autres comptes-rendus), il était de service dans Commercial Street, lorsqu'il a vu plusieurs hommes courir. Leur ayant fait signe, l'un d'eux lui a déclaré qu'une autre femme avait été assassinée. Aussitôt, il l'a suivi jusqu'au 29 Hanbury Street, et a rejoint la scène de crime dans l'arrière-cour. Il a vu une femme allongée sur le dos, parallèlement à la palissade, sa tête dirigée vers le côté droit du mur de la maison, à environ 60 cm du mur et environ 15-20 cm des marches. Son bras gauche reposait sur sa poitrine gauche, sa main droite le long du corps, les jambes repliées, les vêtements remontés au-dessus des genoux. Une partie des intestins, encore reliés à son abdomen, posés par-dessus l'épaule droite, avec des lambeaux de chair. D'autres lambeaux étaient posés sur l'épaule gauche.
Personne d'autre n'était présent dans la cour. Il est resté sur place et a envoyé chercher le Dr Phillips, chirurgien divisionnaire, ainsi qu'une ambulance et des renforts au poste de police. Lorsque les agents sont arrivés, il a fait dégager le couloir encombré de badauds pour veiller à ce que personne ne touche le corps, qu'il a fait recouvrir, avant l'arrivée du chirurgien. Ce dernier est arrivé vers 6h30. Après avoir examiné le corps, le médecin a ordonné de le transporter à la morgue. Une fois le corps évacué, l'inspecteur a inspecté la cour, et trouvé un morceau de mousseline, un petit peigne, et un peigne de poche dans un étui, qui reposaient près des pieds de la femme. Il y avait aussi, à l'endroit où la tête reposait, un bout d'enveloppe déchirée, à en-tête du Sussex Regiment, contenant deux pilules. On pouvait lire la lettre "M…" inscrite sur l'enveloppe d'une écriture peut-être masculine, plus bas les lettres "Sp…", comme si l'on avait écrit "Spitalfields", et le cachet de la poste du 3 août 1888 à Londres. À environ 60 cm d'un robinet, il a aussi retrouvé un tablier de cuir imbibé d'eau, que le médecin a examiné. D'autres objets étaient près du corps : une boîte vide, comme celles qu'utilisent en généralement les fabricants de caisses d'emballage pour y mettre des clous, et un morceau métallique plat (identifié par Mme Richardson comme une boucle servant à refermer une des guêtres de son fils).
La cour est pavée grossièrement et partiellement de terre battue. La palissade était tachée de sang à l'endroit où était le corps, ainsi que le mur à 60 cm du sol. Ces éclaboussures, de tailles inégales, étaient très proches les unes des autres. L'une d'elles avait la taille d'une pièce de six pence. D'après l'aspect des vêtements, qu'il a examinés, et d'après les constatations faites sur place, il n'y a pas eu de lutte. La victime portait une grande poche sous la jupe maintenue par des ficelles, qui a été déchirée et retrouvée vide.
Il a rencontré John Richardson vers 6h45. Celui-ci lui a déclaré être passé à la maison vers 4h45 pour vérifier le cadenas de la porte de la cave, avant de repartir à son travail. Il n'a pas vu de corps à ce moment-là.
Il est arrivé à la morgue un peu après 7h. L'état du corps ne semble pas avoir été dérangé durant son transport. Mais il n'a pas attendu l'arrivée du médecin et a confié le corps à l'agent de police Barnes 376 Division H (secteur de Stepney).
La palissade, pas très haute, pourrait supporter le poids d'un homme qui l'escaladerait, mais aucun indice n'a été retrouvé que l'assassin serait passé par là. Dans la cour voisine, une partie de la clotûre a été endommagée depuis, mais elle était encore intacte lors des premières constatations. Il est allé lui-même visiter les cours voisines. Tous les examens possibles ont été réalisés, et aucune trace de sang n'y a été découverte. Mais le mardi 11 septembre après-midi, certaines traces ont été découvertes sur le mur de la maison du 25 Hanbury Street. Elles ont été examinées ensuite par le Dr Phillips.
Le président du jury lui demande si l'enveloppe à en-tête du Sussex Regiment ne concerne pas le dénommé Stanley. Chandler répond que l'homme n'a pas encore été retrouvé. Aucun témoin ne semble le connaître précisément. Le coroner espère qu'il se manifestera de lui-même,.

### Audition de Robert Mann, gardien de la morgue, le 13 septembre
Robert Mann, également entendu dans l'affaire Mary Ann Nichols, est résident du Whitechapel Workhouse.
Il a réceptionné le corps d'Annie Chapman à 7h, puis est resté sur place jusqu'à l'arrivée du Dr Phillips. Deux infirmières du dispensaire sont venues entre-temps pour déshabiller le corps, auquel personne d'autre n'a touché. Puis il a remis la clef de la morgue à la police.

#### Discussion sur l'état de la morgue de Whitechapel
Le coroner observe que la morgue d'Old Montague Street n'en est pas réellement une, mais plutôt une sorte de hangar utilisé par les ouvriers du workhouse, et qu'on ne devrait pas y entreposer de corps. Le district de Whitechapel est dépourvue de morgue publique digne de ce nom, et le jury s'en est d'ailleurs plaint à maintes reprises auprès du District Board of Works (Direction des Travaux publics). L'East End est le secteur le moins bien équipé de Londres, alors que ses besoins sont parmi les plus importants. Lorsque des cadavres sont repêchés dans la Tamise, ils sont placés dans des cercueils pour être cheminés depuis le district de Wapping jusque dans cette morgue improvisée. Les employés des workhouses n'ont aucune aptitude pour prendre soin d'un corps dans le cadre d'une affaire judiciaire aussi éminente que celle-ci.
Cette question sera de nouveau abordée quelques jours plus tard dans les auditions du 17 septembre concernant Mary Ann Nichols, dont le corps avait également été déshabillé et lavé par les employés de la morgue contre l'avis de la police.

#### Reprise de l'audition
Robert Mann était présent pendant l'autopsie. Selon lui, le chirurgien aurait demandé à voir l'écharpe que la victime portait au cou. Mann l'aurait retrouvée parmi les vêtements entassés dans un coin de la salle, et l'aurait présentée au chirurgien. Celui-ci lui aurait ensuite demandé de la tremper dans l'eau. Il pense que les infirmières l'avaient retirée quand elles ont déshabillé la victime, mais il ne les a pas vues faire. Le coroner dit au jury que c'est faux et que Robert Mann n'est pas fiable du tout.

### Audition de Sarah Simonds, infirmière du dispensaire de Whitechapel
En compagnie de l'infirmière principale, elle s'est rendue à la morgue le samedi du meurtre et a trouvé le corps dans l'ambulance stationnant dans la cour. Le corps a été ensuite introduit à l'intérieur de la salle et posé sur la table. L'inspecteur Chandler a demandé de le déshabiller, ce qu'elle a fait, puis elle a entassé les vêtements dans un coin. Mais elle n'a pas touché au foulard que la victime portait au cou. Elle en est absolument certaine. Ensuite, elles ont nettoyé les traces de sang sur le corps. Quant à la poche que la victime portait nouée autour de la taille, les ficelles qui la retenaient étaient encore bien en place. Avant leur intervention, aucun vêtement n'avait été ni découpé ni déchiré.
L'inspecteur Chandler intervient pour dire qu'il n'a jamais demandé aux infirmières de déshabiller et de laver le corps.

### Audition du docteur George Baxter Phillips, chirurgien divisionnaire

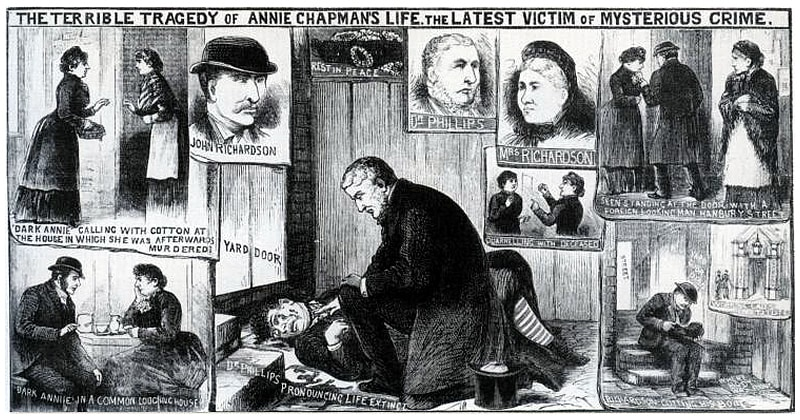
Illustration parue dans lIllustrated police news, 1888.

La police est venue le chercher vers 6h20. Il est arrivé au 29 Hanbury Street à 6h30.

#### Premier examen à 6h30 le 8 septembre, sur la scène de crime
Le corps de la victime gisait sur le dos, la tête reposant à 15 cm des marches, le bras gauche posé sur la poitrine gauche, les jambes repliées, les pieds reposant à plat sur le sol, les genoux tournés vers l'extérieur.
Le corps était froid, avec un reste de chaleur à l'intérieur des entrailles. La rigidité cadavérique commençait seulement. La mort remontait à au moins deux heures, probablement plus, mais il faut prendre en compte que la matinée était froide, et que la perte de sang a pu accélérer le refroidissement du corps.
Le visage était enflé et tourné vers le côté droit. La langue, très enflée, dépassait des dents, mais pas des lèvres.
La gorge était entaillée par une incision profonde, et l'abdomen terriblement mutilé.
L'intestin grêle et d'autres lambeaux étaient placés par-dessus l'épaule droite, jusqu'à terre, toujours reliés à la cavité abdominale. Une partie de l'estomac était placé par-dessus l'épaule gauche, avec une grande quantité de sang.
Sur le mur de la maison, entre les marches et la palissade, à environ 45 cm du sol, ont été retrouvées six taches de sang de tailles diverses, dont la plus importante était de la taille d'une pièce de six pence. Du sang coagulé a été retrouvé sur la palissade, produit par frottement, à l'endroit où reposait la tête, juste à l'endroit où s'écoulait le sang de la gorge.
Il n'y a aucune trace de lutte. La victime est sûrement entrée vivante dans la cour. Le médecin a fouillé minutieusement le couloir de l'immeuble où il n'a trouvé aucune trace de sang.
Dans la cour, il a retrouvé un petit morveau de mousseline, un peigne à petites dents, et un peigne de poche dans un étui cartonné, près de la palissade où ils avaient été apparemment disposés. Il a trouvé d'autres objets qu'il a remis à la police.
Le 12 septembre, à la suite du signalement d'une petite fille, il s'est rendu au 25 Hanbury Street pour voir les traces de sang qui ont été découvertes dans la cour de cet immeuble voisin de la scène du crime. Il n'a aucun doute qu'aux yeux d'un néophyte ces traces puissent ressembler à du sang, mais il est convaincu, pour sa part, qu'il ne s'agit pas de sang. Ceci étant, il doit terminer son examen avant de le confirmer [plus tard, il confirme qu'il ne s'agit pas de sang].

#### Second examen à 14h le 8 septembre, à la morgue
Peu après 14h, il a reçu l'ordre de se rendre à l'atelier de la Whitechapel Union (autrement dit, la morgue d'Old Montague Street) pour y reprendre l'examen et mener l'enquête post mortem de rigueur. Il a été surpris de voir que le corps avait été dépouillé, nettoyé et installé sur la table. Cette initiative malheureuse a entraîné une grande perte d'informations. Il est indigné de devoir exercer dans de telles conditions, comme il l'a déjà fait observer à maintes reprises par le passé. Nouveau débat entre le coroner et le président du jury sur l'état de la morgue de Whitechapel.
Le chirurgien a relevé des ecchymoses anciennes, datant de quelques jours, sous la clavicule, sur la poitrine et sur la tempe droite, et des ecchymoses plus récentes au menton et sur le bord des mâchoires.
Lors de ce second examen, la rigidité de membres était à présent bien avancée.
Deux incisions au cou ont atteint les vertèbres, trahissant une tentative de décapitation.
Les mutilations à l'abdomen sont postérieures à la mort. Le médecin et le coroner ne jugent pas utile d'entrer dans les détails, ne serait-ce que pour préserver le secret de l'enquête. Certains organes manquent.
Il pense que la victime a d'abord subi une asphyxie. La pression sur la gorge a pu l'empêcher de crier. Le gonflement de la langue montre un étranglement, au moins partiel. Elle est soit morte de cette asphyxie, soit de l'écoulement de sang après l'ouverture de la gorge. L'auteur lui a sans doute maintenu le menton pendant qu'il pratiquait une incision de gauche à droite.
L'assassin a employé le même instrument : un couteau très tranchant à lame fine et étroite d'au moins 15 à 20 cm de longueur, voire plus. L'arme du crime n'est sans doute pas une baïonnette, ni un instrument de chirurgie. Le matériel de chirurgie ne prévoit aucun instrument de cette sorte. Un couteau de cordonnier ou de tanneur ne serait pas assez long. L'arme pourrait être un couteau utilisé par les abatteurs, mais bien aiguisé. Le tueur possède sans doute des connaissances anatomiques, difficiles à évaluer pleinement à cause de la précipitation évidente avec laquelle il a agi, aux antipodes des conditions normales d'une dissection. Le retrait de certains organes montre en tout cas des connaissances anatomiques.
L'état des membranes du cerveau est très inhabituel. Il note aussi que la victime souffrait depuis longtemps d'une maladie des poumons ancienne et présente des signes importants de malnutrition. L'estomac contenait peu de nourriture. Elle n'a pas consommé d'alcool, ou du moins pas d'alcool fort dans les heures qui ont précédé la mort,.

#### Nouvelle audition le 19 septembre
À cause de certains désaccords avec le coroner, le Dr Phillips est rappelé.
Il pense que l'auteur a saisi le menton de la victime parce qu'il a trouvé trois égratignures sous le lobe de l'oreille gauche et une ecchymose sur la joue droite.
Il croit toujours imprudent de rendre publique la nature des blessures reçues à l'abdomen pour des questions de décence. Le coroner fait alors évacuer de la salle les deux femmes présentes et les jeunes vendeurs de journaux, puis il insiste pour avoir ces détails. Le président du jury appuie sa demande. Le médecin est long à se laisser convaincre, et craint que cette divulgation ne desserve aussi l'enquête. Le coroner répond que l'enquête a commencé il y a déjà quinze jours et qu'à présent, il n'y a plus aucun motif de poursuivre cette rétention.
Le chirurgien s'incline et donne tous les détails (non publiés par la presse). La longueur de la lame est au moins d'environ 13-15 cm, probablement plus, et doit être très aiguisée. L'auteur dispose d'une certaine connaissance anatomique. Le Dr Phillips s'estime lui-même incapable d'accomplir une telle opération en moins d'un quart d'heure. Dans les conditions normales d'une dissection, une bonne heure serait sans doute nécessaire.
Selon lui, le prélèvement d'organes est sans doute le mobile du tueur.
Le président du jury lui demande si les yeux de la victime ont été photographiés, au cas où ils auraient conservé l'image du meurtrier. Le chirurgien lui répond qu'il a estimé cette opération inutile,.

### Débat sur la récompense
Au cours des digressions qui ont ponctué l'audition de Robert Mann le 13 septembre, le jury et le coroner débattent de la question de la récompense que réclament les habitants et commerçants de Whitechapel pour aider à l'arrestation du meurtrier. Cette question devient rapidement un sujet politique d'importance utilisé par l'opposition libérale pour attaquer le gouvernement conservateur. Le président du jury, qui se fait le porte-parole de ses concitoyens, évoque un fonds en cours de constitution, que doivent réunir les habitants du quartier. Le député libéral Samuel Montagu (en), a lui-même proposé d'offrir 100 livres si le gouvernement autorisait de verser cette récompense pour toute information permettant d'identifier le tueur. Mais le coroner pense que le gouvernement n'est pas décidé à donner cette autorisation, non pas par souci d'économie, mais pour éviter que cet argent ne profite à des individus douteux.
Le 17 septembre, le président du jury reviendra à la charge, pendant les auditions de l'enquête sur Mary Ann Nichols, n'hésitant pas à s'engager dans un débat tendu avec le coroner. Le soir même du 17, le député de Whitechapel Samuel Montagu participe à une réunion politique dans une grande salle du Working Lads' Institute (où se déroule l'enquête publique du coroner), et renouvelle sa proposition d'offrir 100 livres.
La question est abordée une troisième fois pendant la séance du 19 septembre, où le jury relaie les annonces du Comité de Vigilance, qui est en train de réunir 200 livres, et espère constituer avec les 100 livres de Samuel Montagu une cagnotte de 300 livres. En réaction, le coroner n'est toujours pas convaincu que le gouvernement envisage de donner son accord.

### Conclusions ducoroner
Le 26 septembre, le coroner présente ses conclusions de l'enquête judiciaire.

#### Ses derniers moments
Annie Chapman avait d'abord vécu séparée de son mari avant de devenir veuve. Coupée de sa famille, elle avait échoué dans les lodging houses de Spitalfields. Elle vivait dans un climat de promiscuité, de privations et de violence. Au cours de sa dernière journée dans Dorset Street, elle a passé son temps entre le pub du Britannia et la maison du 35. N'ayant pas l'argent de son lit, elle doit se mettre en quête de le trouver, et se retrouve à la rue à 1 h 45. Le veilleur de nuit la voit traverser Little Paternoster Row, puis tourner dans Brushfield Street en direction d'Hanbury Street. Elle portait encore deux ou trois anneaux de laiton sans valeur à son doigt d'alliance. Nous la perdons de vue jusqu'à 5 h 30.

#### L'heure de la mort
Mme Long traverse alors Hanbury Street pour se rendre au marché de Spitalfields. Marchant sur le côté droit de la rue, elle voit un homme et une femme à quelques pas de la scène de crime. Elle est certaine de reconnaître Annie Chapman et surprend une bribe de conversation. À la requête laconique : "Voulez-vous ?", elle répond par un simple consentement. Mme Long ayant poursuivi sa route sans se retourner, c'est la dernière fois qu'elle est aperçue vivante. Un autre témoignage vient contredire ce scénario quant à l'horaire, mais il n'est pas rare de rencontrer de telles contradictions dans ce genre d'affaire. Elle est retrouvée morte vers 6 h. Elle n'était pas encore dans la cour lorsque Richardson est venu à 4 h 50. Cadosch entend des voix derrière la palissade - le mot "non" - vers 5 h 20. Trois ou quatre minutes plus tard, il entend le bruit d'une chute contre la clôture. La divergence entre les deux témoignages n'est pas d'un grand intervalle. D'ailleurs Cadosch n'est pas certain de l'heure et peut se tromper. Il dit s'être levé vers 5h15 et être passé devant l'horloge de Spitalfield après 5 h 30. Le Dr Phillips, quant à lui, examinant le corps à 6 h 30 fait remonter la mort à au moins deux heures, tout en admettant que son diagnostic puisse être faussé par la température du matin et la grande perte de sang de la victime. Thompson quitte les lieux à 3 h 50, Richardson passe à 4h40, Cadosch marche dans la cour voisine après 5h15, et enfin Davis se levant à 5h45 lorsque sonne l'horloge de l'église Spitalfields, descend du troisième étage, pour venir jusque dans l'arrière-cour où il découvre le corps mutilé de la victime. Il est alors un peu plus de 6h. Dix minutes plus tard, l'inspecteur Chandler est informé dans Commercial Street de la découverte du crime.

#### Les lieux
Dans la maison vivaient dix-sept personnes, tous couchés, du rez-de-chaussée au grenier. La porte de la rue et la porte de la cour n'étaient jamais verrouillées, et le couloir était emprunté par des gens de passage. Annie Chapman connaissait très certainement l'endroit, n'étant qu'à 250-400 mètres de son propre logement. Il n'est donc pas nécessaire de supposer que le tueur connaissait les lieux. Il ignorait sans doute les activités et les heures de passage des habitants de l'immeuble. Il semble donc que la victime et l'assassin ont parcouru ensemble le couloir menant à la cour, par la porte battante du fond. Ils ont descendu les marches. Sur la gauche, il y a un renfoncement entre les marches et la palissade. Ils devaient se tenir à cet endroit.

#### L'assassinat
Alors, le criminel la saisit par le menton et lui serre la gorge, l'empêchant de crier. Il n'y a aucun signe de lutte. Les vêtements n'ont pas été déchirés. Une fois la victime à terre, l'auteur du crime a pu se livrer à des mutilations en commençant par la gorge. Il fait preuve d'une audace et d'une imprudence surprenantes, allant jusqu'à prendre le temps de vider les poches de la victime, dont il dispose avec soin le contenu à terre. Il lui retire les anneaux qu'elle porte au doigt. Seize personnes sont alors présentes dans la maison. Les cloisons sont en bois. Davis se réveille à 5h45. Mme Richardson ne dort pas, et n'entend pourtant aucun bruit. Mme Hardyman au rez-de-chaussée dort profondément. Personne n'entend rien parmi les occupants. Et tout cela au lever du jour. En quittant les lieux, il emporte un butin : les deux anneaux, et l'uterus de la victime. Il est reparti les mains sans doute pleines de sang, puisqu'il n'a pas utilisé le robinet de la cour ou le seau d'eau pour se nettoyer.

#### Hypothèse: un habitué des salles d'autopsie
Il semble avoir de grandes connaissances anatomiques : l'organe a été prélevé avec soin. Un simple abatteur d'animaux n'aurait pas pu réaliser l'opération. [Ici, le désaccord avec le chirurgien est manifeste : ce dernier n'est pas aussi catégorique à propos des "connaissances anatomiques" du meurtrier qu'il estime modérées, et juge au contraire plausible un rapprochement avec les abatteurs d'animaux. C'est aussi l'avis du Dr Llewellyn].
L'auteur est sans doute un habitué des salles d'autopsie. Son mobile est certainement de s'emparer de cet organe, le vol des anneaux ayant peut-être pour but d'égarer les enquêteurs sur ses intentions réelles. Il n'est pas nécessaire d'envisager que le tueur puisse être atteint de folie, si on admet qu'il aurait pu être motivé par la revente d'organes, étant donné que ce marché existe. Un fait le démontre : il y a quelques mois, un Américain a cherché à se procurer auprès d'un sous-conservateur du Pathological Museum des organes humains du même type que ceux prélevés sur Annie Chapman. Il était prêt à débourser 20 livres pour chaque pièce, et voulait les expédier en Amérique. Sa requête ayant été refusée, il a fait une nouvelle tentative dans une autre institution. Il n'est donc pas impossible que l'appât du gain ait poussé quelqu'un, au courant de la requête du visiteur américain, à commettre ces crimes.

### Mise au point de la presse médicale après les conclusions ducoroner
Dans ses conclusions clôturant l'enquête judiciaire le 26 septembre, le coroner Baxter suppose que le prélèvement d'organes est le motif principal du crime, et fait le lien avec la requête suspecte d'un Américain auprès d'une école de médecine à Londres pour acheter ce type d'organe. Mais le Lancet du 29 septembre 1888 dénonce "l'absurdité" et la "grave erreur de discernement" du magistrat. Le British medical journal du 6 octobre écarte à son tour cette théorie, précisant que cette rumeur provient de propos déformés et mal interprétés. L'Américain en question est, en réalité, un médecin très réputé dans son pays, et souhaitait consulter des échantillons dans une ou deux facultés de médecine au début de l'année 1887, dans un but purement scientifique. Il est d'ailleurs reparti dans son pays dix-huit mois avant le crime. Le lendemain, le Chicago tribune du 7 octobre révèle que le mystérieux médecin serait de Philadelphie. D'après l'historien Philip Sugden, ce médecin ne serait autre que Francis Tumblety, considéré aujourd'hui comme l'un des suspects possibles.

## Enquête de police
L'enquête est aussitôt prise en main par l'inspecteur Frederick Abberline, du Criminal investigation department (CID) de Scotland Yard, assisté de l'inspecteur Helson (J Division, secteur de Bethnal Green), qui enquêtent déjà sur le meurtre de Mary Ann Nichols, persuadés que les deux crimes ont été commis par le même auteur, estimant que les blessures infligées sont similaires, quoique commises avec plus de sauvagerie concernant Annie Chapman. Ils sont associés au surintendant par intérim et inspecteur en chef West, responsable du secteur de Stepney (H Division) où le meurtre d'Annie Chapman a été commis. À partir du 15 septembre, le chef de Scotland Yard, Charles Warren, charge Donald Swanson (en) de diriger l'ensemble de l'enquête.
La piste des bandes criminelles, évoquée depuis le meurtre d'Emma Elizabeth Smith, est définitivement écartée. Dès le premier jour, une douzaine de suspects sont arrêtés et amenés au poste de Commercial Street. Les arrestations multiples se poursuivent dans les jours suivants. Whitechapel grouille de policiers. Le matin de la découverte du crime, les habitants du 29 Hanbury Street sont emmenés au poste de police de Commercial Street pour être interrogés. Les enquêteurs sont rapidement inondés de témoignages sans rapport avec l'affaire pendant les jours qui suivent le meurtre. Ils reçoivent aussi des centaines de lettres de gens prétendant les guider dans leurs recherches.
Depuis le 4 septembre, la police était sur la trace de "Tablier de Cuir", mais le Star et d'autres journaux ayant ébruité cette piste, l'homme suspecté - John Pizer - s'est réfugié dans sa famille. C'est donc en vain que la police le recherche en fouillant de nombreuses lodging houses. Finalement arrêté le 10 septembre, il est cependant mis hors de cause. Mais à présent la police se méfie de la presse, et laisse filtrer peu d'élément. Le 9 septembre, elle chasse les journalistes de la morgue et du 29 Hanbury Street, ce qui provoque les récriminations du Star, contestant la rétention d'informations. Les lieux du crime sont désormais sous la garde de cinq policiers qui ne laissent entrer que les résidents.
Les enquêteurs s'intéressent ensuite à Edward Stanley, le petit ami d'Annie Chapman. Mais il est à son tour mis hors de cause grâce à ses alibis.
Deux témoignages retiennent l'attention : celui d'Emily Walter qui affirme avoir été agressée par un individu dans une arrière-cour d'Hanbury Street la nuit même du meurtre, mais ce témoignage s'embourbe dans des contradictions ; celui de Mme Fiddymont, pris très au sérieux par l'inspecteur Abberline, qui a vu débarquer dans son pub à 7h, le matin du crime, un individu suspect à la chemise déchirée et taché de sang. Si le témoignage d'Emily Walter ne mène nulle part, celui de Mme Fiddymont sert de base à plusieurs pistes étudiées par les enquêteurs. Ils s'intéressent ainsi à William Henry Pigott, arrêté à Gravesend le 9 septembre, et semblait fuir Londres, avec des traces de sang sur la main et une chemise déchirée tachée de sang. Abberline est alors certain d'avoir arrêté le tueur, comme il l'annonce à l'audition du coroner le 10 septembre. Mais Pigott est innocenté par la suite. Abberline s'intéresse alors à un boucher dément, Jacob Isenschmid, qui est arrêté le 12 septembre pour être placé dans un asile d'aliénés parce qu'il erre dans les rues avec deux grands couteaux. Un second suspect est arrêté : le coiffeur Charles Ludwig qui commet des agressions avec un couteau. Mais ces deux suspects sont à leur tour écartés de l'enquête lorsque sont assassinées Elizabeth Stride et Catherine Eddowes dans la nuit du 29 au 30 septembre. Ils n'ont pu commettre ce double-crime, Ludwig étant alors en détention, et Isenschmid interné à l'asile. L'enquête se retrouve alors au point mort,.

### Témoignage d'Emily Walter: l'homme aux deux demi-souverains
Emily Walter, prostituée et résident dans une lodging house de Spitalfields, dit qu'à 2h30, un homme l'a abordée et lui a donné deux demi-souverains (soit la valeur d'une livre, somme très importante) pour gagner sa confiance. Une fois tous deux parvenus dans une arrière-cour d'Hanbury Street (peut-être au 29), l'homme est devenu violent. Comme elle s'est mise à crier, il s'est enfui. Elle a découvert alors que les demi-souverains n'étaient en réalité que des médailles de cuivre. Interrogée par la police, son témoignage manque cependant de clarté. On retient cependant cette description de l'inconnu : homme d'environ trente-sept ans, 1,70 m, barbe et moustache brunes, accent étranger, teint sombre, gilet et pantalon sombres, veste courte sombre, écharpe noire, chapeau de feutre noir. L'individu est activement recherché.
Ce récit explique l'intérêt de la presse pour des pièces de monnaie qui auraient été retrouvées près du corps d'Annie Chapman, supposant que l'assassin aurait également gagné la confiance de sa victime avec des farthings polis si brillamment qu'ils auraient pu passer pour des demi-souverains. Mais en réalité, aucun farthing n'a été retrouvé sur la scène de crime.

### Témoignages deMmeFiddymont, Mary Chappell et Joseph Taylor: l'homme à la chemise déchirée
Mme Fiddymont est l'épouse du propriétaire du pub Prince Albert (mieux connu sous le nom de Market House ou de Clean House) à l'angle de Stewart Street et de Brushfield Street à Spitalfields, à environ 350-400 mètres de la scène de crime. Le matin du meurtre, vers 7h, alors qu'elle se tenait au bar en train de discuter avec une cliente, Mary Chappell, elle voit entrer un homme à l'aspect terrifiant. Il porte un chapeau melon brun baissé sur ses yeux, le visage dissimulé, un manteau sombre, une grande moustache rousse et n'a pas de gilet. Il demande à boire une bière. S'apercevant que les deux femmes l'observent, il leur tourne le dos et se retranche derrière une cloison. Elle remarque que le dos de sa main droite est tachée de sang coagulé, et sa chemise, à carreaux bleu ciel, déchirée au côté droit. Un filet de sang parcourait son cou du côté déchiré de la chemise. L'arrière de son cou est étrangement couvert de sang coagulé. Comme l'homme n'a pas du tout l'aspect d'un boucher, ses taches de sang lui semblent suspectes. Une fois sa bière avalée d'une seule gorgée, l'individu sort. Depuis le palier, Mme Chappell le regarde partir en direction de Bishopgate Street. À ce moment, survient un client du pub, Joseph Taylor. Averti par Mme Chappell, il prend l'homme en chasse, lequel avance à vive allure. Il mesure environ 1,70 m, a une quarantaine d'années, une tenue soignée mais pauvre, un pantalon poivre et sel et un manteau sombre. Il semble ne pas savoir où il va et change d'itinéraire à chaque instant, avec hésitation, remarquant que Taylor le suit. Parvenu dans Half-Moon Street devant le Dirty Dick's, Taylor abandonne la filature. Il pense l'avoir vu sortir, un jour, d'une lodging house de Thrawl Street et pense qu'il est étranger,,,.

### Découverte de traces de sang dans la cour de l'immeuble du 25
Le 11 septembre dans l'après-midi, l'inspecteur Chandler passe au 25 Hanbury Street pour relever les plans des trois maisons entourant de part et d'autre l'immeuble du 29 et les verser au dossier du coroner. Il est alors averti par une petite fille de la présence de traces de sang dans l'arrière-cour du 25 sur un mur et à terre. Il découvre ce qui ressemble à une traînée de sang sur une distance d'environ 1,50 m-1,80 m menant à la porte de la cour. La presse annonce que la police serait certaine, après un examen poussé, que cette trace aurait été laissée par le meurtrier. L'intention première de ce dernier était sans doute de repartir par le couloir de l'immeuble, par où il était venu, mais il en aurait été dissuadé par un bruit ou une lumière. Il aurait donc escaladé la palissade séparant le 29 du 27, puis aurait poursuivi jusque dans le jardin du 25. La trace fait penser à un frottement, comme s'il avait nettoyé son manteau ensanglanté en l'appliquant contre le mur.
Mais un second indice est découvert. Le 25A abrite l'atelier de M. Bailey, dont les caisses d'emballage sont adossées au mur du fond de la cour. La police retrouve dans un coin de l'atelier un papier froissé imbibé de sang : l'assassin s'en serait servi pour s'essuyer les mains avant de le jeter par-dessus le mur du local de M. Bailey.
Le Dr Phillips venu à son tour examiner ces traces juge, après analyse, que celles retrouvées sur le mur ne contiennent pas de sang. En revanche, les analyses confirment que le papier froissé est bien taché de sang humain,.
Cependant, du point de vue de la police, ni les traces sur le mur, ni le papier froissé, n'étaient présents lors de la première fouille des lieux le jour du crime, comme l'atteste l'inspecteur Chandler à l'audience du coroner. L'hypothèse d'une fuite de l'assassin en escaladant les palissades est abandonnée.

### Les suspects

#### John Pizer est-il "Tablier de Cuir"?

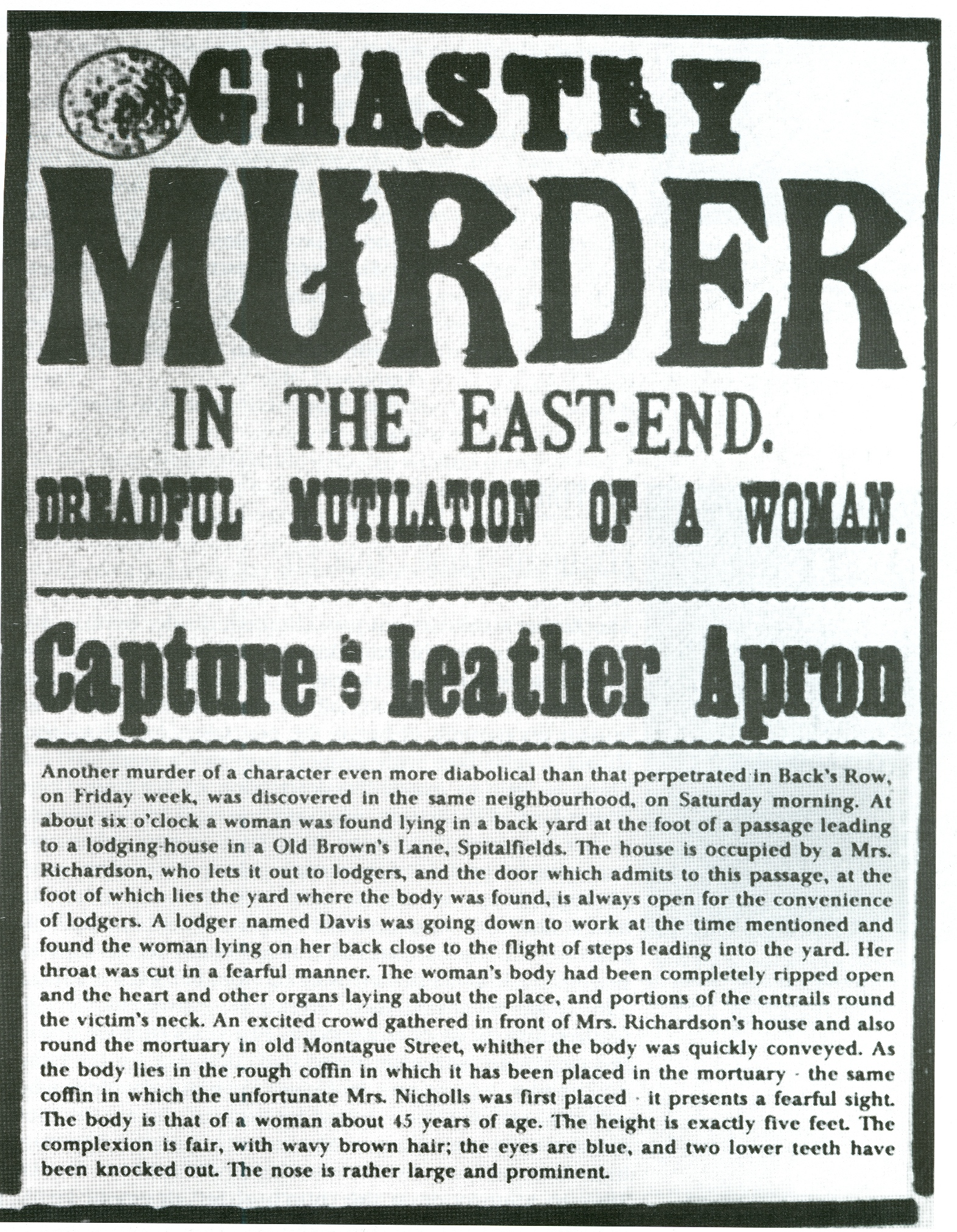
Ghastly murder in the East-End, dreadful mutilation of a woman. Affiche placardée après la découverte du meurtre d'Annie Chapman lançant la traque de "Tablier de Cuir" (Leather apron).

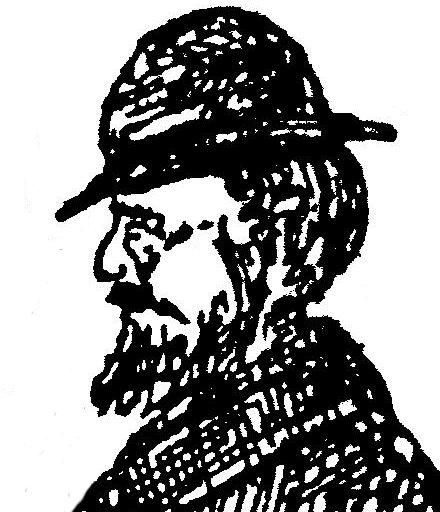
Portrait de John Pizer paru dans le Star du 11 septembre 1888, au lendemain de son arrestation.

Depuis le 4 septembre, la presse propage une rumeur au sujet d'un individu surnommé « Tablier de cuir » (ou Leather apron), accusé de menacer les prostituées avec un couteau et de terroriser le quartier. Il logerait dans les lodging houses de Spitalfields et de multiples témoignages circulent sur son compte. Il est décrit comme petit (environ 1,60 m), trapu, au cou puissant, cheveux noirs, petite moustache noire, environ 38-40 ans, vétu d'une casquette sombre et d'un tablier de cuir, se déplaçant silencieusement, et menaçant les prostituées de les éventrer. Une cinquantaine de femmes auraient été importunées, selon le Star. Il serait familier du pub Princess Alice dans Commercial Street. Reconnu dans la rue, l'individu aurait échappé à la police le dimanche 2 septembre,.
Dès le 6 septembre, l'attention se focalise sur un bottier juif-polonais de trente huit ans, John Pizer (1850-1897), spécialisé dans la fabrication de chaussons. Selon différents témoignages, Pizer serait bien l'homme pris à partie par plusieurs prostituées dans une rue de Spitalfields le dimanche 2 septembre, l'appelant "Tablier de Cuir", et poursuivi par une foule. Alerté, un agent de police était intervenu, mais avait finalement refusé d'arrêter Pizer qui était parvenu à s'extraire.
À présent nommément mis en cause dans la presse, il déserte les lodging houses pour se réfugier le 6 septembre dans sa famille au 22, Mulberry Street, au sud de Whitechapel Road, un quartier où travaillent de nombreux bottiers et cordonniers. Vivent à cette adresse sa belle-mère, Mme Pizer, 70 ans, son demi-frère Gabriel, ébéniste et l'épouse de ce dernier. Le sergent William Thicke (surnommé Johnny Upright), du secteur de Stepney, H Division, vient l'arrêter à cette adresse le 10 septembre, avec d'autres policiers. L'opération se déroule en toute discrétion pour éviter l'émeute. Thicke, très familier du quartier, dit connaître Pizer depuis dix-huit ans, et affirme que l'individu s'illustre depuis des années sous le nom de "Tablier de Cuir".
La belle-mère, la belle-sœur et le demi-frère sont interviewées par l'Association de Presse. Selon eux, John Pizer rentré à la maison à 22h30 la veille du crime et n'a pas quitté la maison. Il n'a d'ailleurs pas pour habitude de sortir tard. En mauvaise santé, il a été hospitalisé six semaines auparavant pour un anthrax, et se trouve encore en convalescence, incapable de faire quoi que ce soit. De petite taille, il souffre également d'une infirmité. De plus, il parle anglais sans accent étranger. Les voisins décrivent l'homme comme une personne douce et inoffensive.
John Pizer, quant à lui, nie être "Tablier de Cuir". Il nie également déambuler dans les rues avec un tablier de cuir, et les témoignages de ses proches vont dans le même sens. Seul le sergent Thicke, qui a une bonne connaissance du quartier, est persuadé qu'il est bel et bien le fameux "Tablier de Cuir". De plus, il loge d'ordinaire dans des lodging houses, et sa description physique semble correspondre à l'homme décrit par plusieurs témoins, dont des femmes qui auraient été agressées. La fouille du domicile ne donne rien : on s'aperçoit que les outils utilisés par Pizer sont inadaptés pour commettre les crimes de Whitechapel.
Il est transféré rapidement au poste de police de Commercial Street. Le soir même, la police considère que l'homme n'a rien à voir avec les faits. Il a un alibi pour chacun des deux meurtres : la nuit du 30 au 31 août, il était de retour à la Crossman's lodging house, Holloway Road, district d'Holloway au nord-ouest de la City, à 2h15 pour y passer la nuit, et se trouvait au domicile de son demi-frère dans la nuit du 7 au 8 septembre. Si le second alibi est fragile, puisqu'il provient de ses proches, le premier paraît solide : le propriétaire de la lodging house atteste la présence de Pizer dans son établissement. Un élément marquant permet de s'en souvenir : à 1h30, dans Holloway Road, à côté de la lodging house, Pizer discute avec son logeur et deux agents de police à propos de l'incendie qui ravage un entrepôt sur les quais, et projette des lueurs à des kilomètres à la ronde.
La foule, déjà au courant de l'arrestation, se rassemble dans une grande excitation devant le poste de police. Ayant vent de sa libération prochaine, certains vont l'attendre devant son domicile dans le but de l'écharper. En fin de compte, Pizer passe la nuit au poste pour sa sécurité. En parallèle, la police continue activement de rechercher "Tablier de Cuir" à travers tout le quartier, et fouille deux cents lodging houses. Le Daily Telegraph commence à se demander si "Tablier de Cuir" existe réellement. Ceux qui sont persuadés d'avoir eu maille à partir avec lui sont si nombreux que le personnage apparaît de plus en plus comme une construction irrationnelle collective.
Mais un témoignage retarde la libération de John Pizer : le jour du meurtre, Emmanuel Delbast Violenia, habitant Hanbury Street, déclare avoir vu, tôt le matin, un homme se quereller avec une femme et la menacer avec un couteau. Sa description de l'individu semble correspondre à "Tablier de Cuir". Violenia est entendu au poste de police de Leman Street le 11 septembre. Parmi douze hommes, majoritairement juifs, il reconnaît sans hésiter John Pizer. On l'emmène ensuite à la morgue, où cette fois, il n'aurait pas reconnu la victime. Après trois heures d'audition, il s'avère que Violenia s'embrouille dans des contradictions. Les policiers jugent finalement son témoignage douteux, et pensent même que Violenia a tout inventé dans le seul but de voir le corps d'Annie Chapman. Bon nombre d'autres témoins fantaisistes cherchent à satisfaire la même curiosité,.
La police relâche John Pizer le 11 septembre en fin de soirée. Il comparaît devant le coroner au second jour des audiences, afin d'être lavé publiquement de tout soupçon. Il est également indemnisé par un journal qui l'avait traîné dans la boue.
Selon certains auteurs, John Pizer serait passé en jugement le 7 juillet 1887 devant le Thames Magistrates' court (en)', tribunal du district de Bow, pour une agression au couteau. L'affaire, consignée dans les registres du tribunal, concerne un certain John Pozer, mais les variantes orthographiques des patronymes sont alors très courantes. La veille, le 6 juillet, un bottier nommé Willis ou Williams, travaillait dans son atelier de Morgan Street, district de Bow, dans l'East End, lorsque Pozer passe la tête par la fenêtre pour lui reprocher d'accaparer tout le travail alors qu'il est privé d'emploi. Willis sort pour le chasser, mais Pozer l'attaque avec un couteau de bottier. En voulant se protéger le visage, Willis reçoit une blessure sur le dos de la main. Pozer est condamné à six mois de travaux forcés. Il passe une seconde fois en jugement devant le même tribunal le 4 août 1888 pour attentat à la pudeur, mais il est cette fois relaxé. On ignore les détails de l'affaire.
Après avoir été publiquement innocenté à l'audience du 12 septembre devant le coroner, Pizer continue d'être soupçonné par certains habitants. Ainsi, le 4 octobre, il est agressé dans la rue par une certaine Emily Patzwold qui crie "Tablier de Cuir" sur son passage. Comme il tente de l'ignorer, elle le suit, et le frappe plusieurs fois au visage. Il décide de riposter en la poursuivant en justice pour diffamation et la fait condamner le 11 octobre par le Thames Magistrates' court à dix shillings d'amende.

#### Edward Stanley. LeRoyal Sussex Regiment
On s'intéresse également à l'enveloppe à en-tête du Royal Sussex Regiment (en), qu'Annie Chapman portait sur elle. Un policier se rend à Maidstone pour interroger le commandant de ce corps d'armée, mais sans résultat.
L'ami d'Annie Chapman, Edward Stanley, est également soupçonné. Il a la réputation d'être un militaire, ou un pensionné de l'armée, mais n'a aucun lien avec le Royal Sussex Regiment. Il sert réellement comme soldat dans la Hants Militia, et se trouve avec son régiment au fort Elson de Gosport entre le 6 août et le 1er septembre, ce qui lui sert d'alibi pour la nuit du meurtre de Mary Ann Nichols. Et pendant la nuit du meurtre d'Annie Chapman, plusieurs témoins confirment qu'il est à son domicile, Osborn Place, à Whitechapel, entre minuit et 7h.

#### William Henry Pigott
Le 9 septembre, la police arrête un homme de cinquante deux ans, William Henry Pigott, aperçu dans un pub de la ville de Gravesend dans le Kent, avec une blessure à la main et tenant des propos misogynes. L'individu est complètement saoul et à moitié conscient. On découvre qu'il a laissé un paquet en consigne dans une poissonnerie, disant à la tenancière qu'il comptait traverser la Tamise pour aller à Tilbury. Le paquet contient des vêtements dont une chemise tachée de sang. Pigott explique qu'il s'est fait mordre à la main par une femme, d'où le sang sur la chemise, et les propos tenus par la suite. La scène se serait passée à Whitechapel samedi matin à 4h30 (une heure avant le meurtre d'Annie Chapman) dans Brick Lane, ou à l'arrière-cour d'une lodging house (il change de version). Il a aperçu une femme à terre en état de crise. Essayant de la relever, elle le mord jusqu'au sang. Il se met alors à la battre, mais à l'approche de deux policiers il prend la fuite. La veille, il dormait lui-même dans une lodging-house d'Osborn Street, mais dans la nuit de vendredi à samedi, il a marché toute la nuit dans Whitechapel. Puis sortant de Londres, il a marché sur la route jusqu'à Gravesend, où quelques années auparavant il vivait avec son père.
Le suspect étant pris très au sérieux par la police, l'inspecteur Abberline se rend immédiatement sur place. L'homme mesure 1,70 m environ, porte une tenue soignée mais en mauvais état, un pantalon gris, un long manteau noir, un chapeau melon, et une barbe taillée à l'américaine. Pigott est ramené à Londres et enfermé dans une cellule de Commercial Street. Aussitôt une foule excitée considérable assiège le poste de police. Une foule s'était d'ailleurs déplacée à la gare de Gravesend pour voir passer l'homme.
Pigott est le fils d'un agent d'assurance, et paraît avoir eu une situation confortable dans le passé, où il était tenancier d'un pub. Il avait même fait l'acquisition d'une maison pour 8 000 livres à Hoxton.
À ce stade de l'enquête, Abberline est persuadé qu'il tient l'auteur des meurtres, faisant le lien avec l'homme aperçu dans le pub de Mme Fiddymont. Arrivant pendant les auditions du coroner le 10 septembre au Working lads' institute, il annonce que l'assassin a été arrêté. Pigott est examiné par le Dr Phillips. L'observation au microscope confirme que ses bottes et sa chemise sont tachées de sang. On fait venir Mmes Fiddymont et Chappell, ainsi que Joseph Taylor, mais ils ne reconnaissent pas leur suspect (Pigott a été placé dans une file de plusieurs autres hommes).
En fin de compte, il est écarté de l'enquête. Mais déclaré fou par le chirurgien, il est placé dans un asile d'aliénés et placé sous surveillance,,.

#### Jacob Isenschmid et Charles Ludwig

##### Jacob Isenschmid
Le 12 septembre, au poste de police d'Holloway, est arrêté un boucher suisse, Jacob Isenschmid, à cause de sa démence, et placé dans l'asile d'aliénés de Bow. Son affaire ayant fait faillite une année auparavant, le boucher est tombé en dépression, et a échoué une première fois dans un asile. Considéré comme remis, il est libéré à la Noël 1887. Mais depuis six semaines, il abandonne son domicile, et se met à errer dans les rues avec deux grands couteaux, ce qui conduit à son arrestation du 12 septembre et à un nouvel internement.
Comme son signalement correspond à la description du suspect décrit par Mme Fiddymont, l'inspecteur Abberline s'intéresse à lui et veut le confronter aux trois témoins du pub Prince Albert. Mais le policier se heurte au Dr Mickle qui estime qu'une telle confrontation représente un danger pour la santé mentale de son patient. Lorsqu'Abberline rédige son rapport du 19 septembre, il demande à sa hiérarchie d'agir auprès du médecin-chef ou du médecin divisionnaire afin que le Dr Mickle accepte l'organisation de cette confrontation.

##### Charles Ludwig
Dans les Minories (en), un matin, un policier entend crier dans une ancienne cour, The Three Kings court, située près d'une voie de chemin de fer. Les maisons ont été démolies pour la construction de la voie ferrée, et l'endroit est devenu un terrain vague, réputé dangereux. Le policier trouve une femme apparemment terrorisée en compagnie d'un individu louche. Sentant que la femme court un danger, il l'invite à le joindre pour se mettre sous sa protection. L'homme ayant disparu dans l'intervalle, elle révèle à l'agent qu'elle s'est sentie menacée lorsqu'il a sorti sous ses yeux un grand couteau. La femme est une infirme et ne possède qu'un bras. La police de la City décide de retrouver l'individu et le recherche. Plus tard, un coiffeur allemand de quarante ans, Charles Ludwig, en état d'ivresse, disant habiter aux Minories, tente de poignarder un jeune homme dans un café de Whitechapel Road, parce qu'il l'aurait regardé de travers. Un agent de police intervient et l'arrête. On apprend plus tard qu'il s'agit du même homme recherché par la police de la City. Le Thames police court, tribunal de police, le fait mettre en détention pour une semaine. Comme d'habitude depuis quelques jours, la nouvelle de cette arrestation suscite une nouvelle agitation dans le quartier. L'homme est interrogé par l'inspecteur Helson. L'inspecteur Abberline et le sergent Thicke suivent aussi l'affaire. Il est originaire de Hambourg, depuis quinze mois installé à Londres, et comprend difficilement l'anglais. Il travaille dans un salon de coiffure des Minories. Le patron, M. Partridge, l'a rencontré dans un club allemand à Houndsditch, où l'on recrute des coiffeurs. Depuis, il a eu du mal à trouver un gîte pour passer la nuit, tellement son comportement est insupportable à ceux qui l'hébergent. Il a même dormi une nuit au salon de coiffure. Le patron ne le croit pas dangereux, mais seulement porté sur la boisson. Il a cependant donné un coup de poing à son assistant. Le salon est à deux pas du terrain vague où la femme a été retrouvée.

##### Tous deux mis hors de cause
Pendant qu'Isenschmid est interné à l'asile, et Ludwig gardé en détention, survient le double-crime de la nuit du 29 au 30 septembre où périssent Elizabeth Stride et Catherine Eddowes. N'ayant pu commettre ces deux nouveaux meurtres, ils sont tous deux mis hors de cause.

#### Autres pistes infructueuses
Plusieurs autres suspects font l'objet d'enquête, souvent parce qu'ils souffrent de troubles psychiatriques, mais sans résultat : Friedrich Schumacher, commerçant ; Edward McKenna, colporteur ; Oswald Puckridge, apothicaire ; John Sanders, étudiant en médecine.

### L'arrivée de Donald Swanson dans l'enquête.
En voyage dans le sud de la France depuis le jour du meurtre de Mary Ann Nichols, Charles Warren reprend ses dossiers le 10 septembre, et s'entretient avec ses collaborateurs. Son nouvel adjoint et chef du CID, Henderson, qui a remplacé James Monroe le jour de l'assassinat de Mary Ann Nichols le 30 août, était également en congé en Suisse depuis le début de l'affaire. Le 13 septembre, les policiers chargés de l'enquête sur les meurtres de Whitechapel sont convoqués à Scotland Yard. Dans la journée, le commissaire-adjoint Bruce (assistant commissioner) et le colonel Monsell, chef de police (chief constable) font une visite surprise à Whitechapel, se rendent dans Buck's Row et Hanbury Street, inspectent particulièrement l'immeuble du 29 et la cour où Annie Chapman a été tuée. Le 15 septembre, Warren charge l'inspecteur en chef Donald Swanson (en) de Scotland Yard de piloter l'ensemble de l'enquête.

### "Jack l'éventreur"

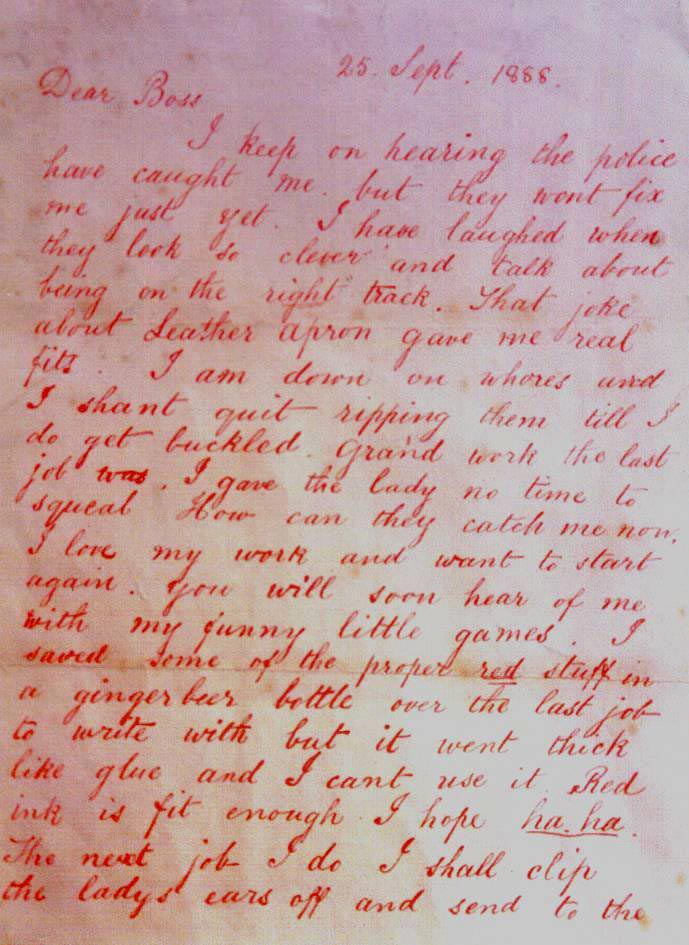
Lettre Dear Boss. Conservée aux Archives nationales de Grande-Bretagne, série MEPO-3/140.

Le 27 septembre, le directeur de l'agence de presse Central news agency reçoit la célèbre lettre Dear Boss, datée du 25 septembre, écrite à l'encre rouge, dont l'auteur revendique les crimes de Whitechapel sous le pseudonyme de "Jack l'éventreur". Dès lors, l'assassin est désigné sous ce nom jusqu'à nos jours. Le cachet de la poste est du 27 septembre. Elle est transmise à Scotland Yard le 29 septembre. Le grand public n'en aura connaissance que le 1er octobre, en même temps que le double-meurtre d'Elizabeth Stride et de Catherine Eddowes. Elle est la première des nombreuses lettres de corbeaux se prétendant le tueur.
Aujourd'hui, on considère que la lettre est un canular, œuvre éventuelle d'un journaliste. Plusieurs chefs de Scotland Yard tels que Robert Anderson et Melville McNaghten étaient de cet avis et l'ont publié dans leurs écrits. Plusieurs recherches semblent indiquer que l'auteur serait Frederick Best, journaliste du Star. La lettre semble d'ailleurs faire écho à la fausse inscription à la craie que le meurtrier aurait laissée dans la cour du 29 Hanbury Street selon une rumeur amplement relayée par la presse et démentie par la suite,.

### Hypothèses
À partir du meurtre d'Annie Chapman, les hypothèses sur l'identité du tueur et ses motivations se multiplient. Plusieurs journaux notent que le tueur, forcément ensanglanté, et s'éloignant de la scène de crime en plein jour courait de très grands risques d'être remarqué, et devait donc certainement habiter dans une maison particulière, ou travailler, à proximité immédiate. L'hypothèse d'un errant dormant dans des lodging houses paraît peu probable, tant il aurait eu de chance d'être remarqué. De plus, ces maisons sont les premières à être fouillées, et leurs habitants interrogés, par la police.
Par ailleurs, le Lancet (relayé par le Times) refuse d'admettre qu'il puisse s'agir d'un "fou", car un fou ne prend pas de précaution dans sa fuite. Or, le tueur prend des précautions infinies pour échapper à la police.
Relayant les conclusions des deux médecins légistes, le Star explique en plusieurs points la forte probabilité qu'il soit un abatteur de bête : 1. Bonne connaissance de l'anatomie. 2. Méthode d'opération ressemblant à celle des bouchers (remarque attribuée au Dr Llewellyn). 3. Type de couteau conforme à ceux des abatteurs. 4. La grande rapidité d'exécution trahissant une habitude professionnelle. 5. Le voisinage des abattoirs proche des deux scènes de crime (le hasard fait qu'ils sont chacun proches d'un des abattoirs Barber). 6. Improbabilité que l'assassin ait pu marcher longtemps en plein jour couvert de sang. 7. Petite quantité de sang versé (trahissant, là aussi, une maîtrise professionnelle).
Un médecin, écrivant au Star et signant T.C.M., se dit frappé par la disposition des viscères de la victime par le tueur, comme le ferait un assistant dans une opération de dissection. Il croit que l'auteur est rompu à cette technique et recommande de faire contrôler l'état mental de tous les assistants en chirurgie des hôpitaux et facultés de médecine. Cette thèse est ensuite défendue par le coroner lorsqu'il rend ses conclusions le 26 septembre,.

## Contexte social et politique

### L'émotion

#### Fascination morbide
Londres était déjà dans une grande agitation depuis l'assassinat de Mary Ann Nichols une semaine plus tôt. De nombreux badauds hantaient chaque jour Buck's Row, le lieu du crime, à l'extrémité est de Whitechapel. Ils se rendaient aussi en pèlerinage à la morgue d'Old Montague Street. Le convoi funèbre de Mary Ann Nichols avait été suivi par des milliers de personnes. Les observateurs notaient alors que l'émotion ne désenflait pas. Cette fascination morbide reprend de plus belle le jour du meurtre d'Annie Chapman : dès la première heure qui suit la découverte se massent des centaines de badauds à l'entrée de l'immeuble du 29 Hanbury Street. Dans l'après-midi, de nombreux curieux d'allure bourgeoise peuvent visiter les lieux du crime pour un penny. Une demi-douzaine de vendeurs en profitent pour écouler des fruits et des rafraîchissements. Le foule prend d'assaut les immeubles d'en face, pour avoir une vue sur la maison du crime. On peut aussi, pour un penny, monter dans les immeubles voisins pour essayer d'apercevoir la cour. Mais l'endroit où se trouvait le corps est à présent recouvert de caisses. La rue est tellement encombrée de monde que la police charge à plusieurs reprises pour disperser les badauds. Une femme interviewée sur place par un journaliste de l'Echo imagine, songeuse, que l'assassin pourrait être présent, parmi cette foule.
De semblables mouvements se produisent aux abords de la morgue. Et des centaines de personnes vont également visiter la maison Crossingham du 35 Dorset Street pour voir la chambre où dormait Annie Chapman.
On assiste à des scènes délirantes : le jour du meurtre, une femme est trouvée en pleurs dans Commercial Street. Aussitôt, une foule s'assemble autour d'elle. Elle prétend que la femme assassinée est sa mère. La foule l'accompagne jusqu'à la morgue et insiste pour qu'elle puisse voir le corps. La police a grand mal à disperser cette troupe.

#### Chanteurs de rue. Exposition de figures de cire
Dans Whitechapel Road, des chanteurs de rue vendent des fascicules contenant la chanson Lines on the terrible tragedy, qu'ils chantent sur l'air de My village home. On peut aussi visiter pour un penny au Working lads' institute une exposition de figures de cire grandeur nature représentant deux femmes assassinées : Martha Tabram et Mary Ann Nichols. À l'entrée est affichée une toile peinte représentant les deux meurtres. Dès le 10 septembre, le spectacle est complété par la figure d'Annie Chapman, attirant une grande foule massée à l'entrée. Mais certains s'en indignent, et un ouvrier s'improvisant orateur se met à haranguer la foule qui finit par déchirer la toile exposée à l'entrée. La police intervient pour rétablir le calme,,,.

### La chasse à l'homme

#### Recherche frénétique de "Tablier de Cuir". Manifestations antisémites
Depuis l'assassinat de Mary Ann Nichols, la rumeur populaire suspectait un certain "Tablier de Cuir". Dès la nouvelle du meurtre d'Annie Chapman connue, la chasse à l'homme s'emballe. La police a d'ailleurs retrouvé un tablier de cuir sur place, en réalité sans rapport avec le meurtre. Le jour même, les journaux du soir palpent l'atmosphère électrique qui se répand, et pronostiquent une "panique" imminente. Le journal du dimanche Lloyd weekly newspaper, paraissant le lendemain matin, évoque un climat d'émeute antisémite : comme de nombreux Juifs du quartier sont présents parmi les badauds qui s'attroupent, ils sont la cible de slogans antisémites. À la tombée de la nuit, les troubles s'intensifient, et de nombreux policiers sont envoyés pour contenir les manifestants. Toute la nuit, des incidents éclatent. Le Dr Phillips et son assistant sont occupés jusqu'au matin à intervenir sur des cas d'agressions et de blessures graves.
Cet antisémitisme exacerbé entraîne des réactions de protestation, comme un correspondant juif écrivant dans le Star pour rappeler combien le judaïsme a horreur du sang versé, et que ce genre de crime est éloigné de l'esprit juif. L'auteur remarque également que depuis 1649 en Angleterre, seulement deux Juifs ont été pendus pour meurtre : Marks et Lipski,,.

#### Scènes de lynchage
Par ailleurs, au cours de la journée, toute attitude suspecte suscite des réactions démesurées. Plusieurs hommes sont amenés au poste de police par des foules « frénétiques ». Une rumeur court qu'une autre femme a été assassinée dans le cimetière du London Hospital, entraînant une nouvelle onde de choc. Un jeune homme est poursuivi pour un vol dans Commercial Street : aussitôt une foule de centaines d'hommes et de femmes se lancent à ses trousses. Arrêté par un agent, il est convoyé sous bonne garde. Un autre, molesté par la foule, est amené sur une civière au poste. Un délinquant sous le coup d'une enquête depuis quelque temps est arrêté : en un instant, une foule se précipite et tente de le lyncher. Quelqu'un ayant crié : « le tueur a été arrêté », il se produit spontanément une bousculade de centaines de personnes se mettant à la recherche de l'assassin. Un autre homme est arrêté pour avoir agressé une femme au marché de Spitalfields. Blessée superficiellement, la victime est conduite au London Hospital (d'où probablement la rumeur d'une femme morte retrouvée dans ce lieu). Il s'avère finalement que son agresseur est un aveugle, marchand ambulant de dentelle, que la victime guidait à travers les rues. Deux hommes n'ayant rien à se reprocher sont pris à partie dans un tramway, et emmenés par la police au poste de Bethnal Green pour leur protection, en attendant que la tension retombe,,,.
Quelquefois, ce sont les journaux eux-mêmes qui exagèrent considérablement les récits rapportés par certains témoins, comme le témoignage de Mme Lloyd où un simple regard est transformée en agression suspecte par les journalistes.

### Accusations contre Scotland Yard et Charles Warren

#### Police d'investigation contre police de répression politique
La polémique politique visant Charles Warren est aussitôt ravivée. Il est accusé par le courant libéral de militariser la police en vue de réprimer les mouvements ouvriers, au détriment de la qualité des investigations criminelles. Le Pall mall gazette ironise sur l'efficacité incontestable de Scotland Yard dans son œuvre de répression politique en éliminant toute manifestation politique à Trafalgar Square, mise en regard avec sa totale inefficacité à débusquer le meurtrier de Whitechapel et empêcher l'assassinat de quatre prostituées. Même Monro (en), débarqué par Warren la veille du meurtre de Mary Ann Nichols, et défendu par le Star, est cette fois, lui aussi, mis en cause dans cette orientation de la police à des fins politiques. Robert Anderson, remplaçant de Monro, est attendu au tournant.

#### Autodéfense et récompense
Le jour même du crime, dans son édition du soir, le Star lance ses premières accusations contre Warren, et développe un long réquisitoire deux jours plus tard. Il lui est notamment reproché d'avoir déplacé les policiers de l'East End à l'ouest et ceux de l'West End à l'est, afin de mieux assoir son autorité, au risque de rendre ses 2 600 hommes inopérants par méconnaissance du terrain. Le journal écrit : "Whitechapel est quasiment sans défense et doit se défendre", et encourage la formations de milices citoyennes, comme le Comité de Vigilance qui vient de se créer. Il réclame la mise en place d'une récompense de 500 livres pour arrêter "l'Homme-Monstre",,,,. Le 11 septembre, le député libéral Samuel Montagu appuie à son tour cette demande de récompense adressée au surintendant Arnold, s'engageant à l'abonder lui-même à hauteur de 100 livres.

#### Impunité des criminels
Le Star poursuit ses diatribes dans les jours suivants et s'étonnent qu'un si grand nombre de crimes restent impunis. Il découvre, par exemple, qu'en 1886, 177 affaires de meurtres n'ont abouti qu'à 35 condamnations, faisant le calcul que depuis vingt ans 2 000 meurtriers circulent en liberté. Il note d'ailleurs que les meurtriers sont rarement arrêtés grâce à un travail d'enquête, mais plutôt pris sur le fait, ou neutralisés par des témoins, et dénonce le "fantastique bilan d'inefficacité" d'une police toute dévolue à traquer des opposants politiques et surveiller les activités de la Fédération Sociale Démocratique, au lieu d'enquêter sur les criminels agissant dans les quartiers pauvres. Le journal n'hésite pas à parler d'un "holocauste de Whitechapel", en sacrifice aux intérêts des classes dominantes.

#### Modèles étrangers
Regrettant l'absence d'utilisation de chiens policiers qui auraient permis de retrouver rapidement la trace de l'assassin, le journal écrit : "Les romans de Gaboriau devraient être imprimés sur des fascicules pour les distribuer à tous les détectives de Scotland Yard", et voudrait "spirtualiser, au sens français du terme" la police métropolitaine, à l'inverse de l'esprit répressif de Warren. La police de New York est également citée comme modèle à suivre. Le Daily telegraph, quant à lui, décrit longuement le système de surveillance viennois des lieux d'hébergement apportant de grands résultats dans le recul de la criminalité.

#### Succès populaire duStar
Les prises de position polémiques du Star à l'occasion de l'affaire de Whitechapel semble lui profiter car son tirage augmente spectaculairement au détriment du Times, jusque là "forteresse imprenable". Jour après jour, le Star affiche triomphalement ses records de tirage, atteignant plus de 260 000 tirages le lundi 10 septembre (jour consacré au meurtre d'Annie Chapman, après les éditions peu fournies du samedi soir et du dimanche).

### Le Comité de vigilance
Le secrétaire du comité du district de St. Jude, dans le Star du 10 septembre, appelle à constituer des milices citoyennes, rappelant que quelques jours après l'assassinat de Martha Tabram en août, s'était réunie une assemblée de soixante-dix habitants des immeubles voisins. À l'issue de cette réunion, douze d'entre eux avaient été désignées pour surveiller le quartier.
Le 10 septembre, un comité de seize personnes se forme, à l'issue d'une réunion de commerçants de Whitechapel, avec M. J. Aarons comme secrétaire, promettant une récompense pour l'arrestation du tueur ou pour tout indice utile. On envisage de réunir par souscription une somme importante. Le 11 septembre, le Comité de Vigilance commence à placarder des affiches et annonce qu'il tiendra ses réunions au Crown, dans Mile-End Road. En parallèle, différents clubs de travailleurs et d'associations politiques, se réunissent dans le même but, et apportent leur concours au projet,,,. George Lusk est désigné président du comité, qui compte comme principaux membres B. Harris et Cohen.
Le 15 septembre, B. Harris écrit au ministre de l'Intérieur, au nom du Comité de Vigilance, pour lui demander d'autoriser et d'augmenter le montant de la récompense qu'il vient de réunir. Le 17 septembre, le cabinet du ministre lui répond que le système des récompenses a été abandonné depuis des années, n'ayant jamais apporté de bons résultats. Ce refus suscite l'indignation du comité et d'une partie de la presse.

### Les déshérités de Whitechapel

#### Le terreau du crime
La presse commence également à se pencher sur le sort des cent mille misérables entassés dans les taudis de l'East End, et laisse poindre son inquiétude que ce "marquis de Sade de la plèbe", errant en liberté à Whitechapel, ne vienne un jour jeter son dévolu sur l'West End. Le Star du 14 septembre relate les nombreux vols commis dans Whitechapel, la lassitude des commerçants, l'impuissance de la police à arrêter les coupables, l'impunité des bandes criminelles.

#### Un terrain de chasse idéal
L'Echo remarque la triste ironie d'une situation où la victime et son assassin recherchent l'un et l'autre la discrétion et les endroits retirés à l'abri de tout témoin. Le tueur en tire un avantage redoutable sur des femmes misérables obligées de faire le trottoir la nuit pour payer leur lit dans une lodging house. Le Times ajoute que la malheureuse a probablement elle-même guidé le criminel jusqu'au lieu de son supplice. Connaissant sans doute les lieux, elle devait savoir que les portes n'étaient pas verrouillées.

#### Une promenade nocturne
Un journaliste de l'agence Central news décide une nuit d'arpenter les rues de Whitechapel, notamment celles qu'ont hanté les victimes, Hanbury Street, Flower and Dean Street, Brick Lane, Commercial Street, et décrit longuement sa vadrouille nocturne, l'état délabré des rues et des immeubles, leur aspect lugubre, et l'attitude des âmes errantes croisées sur son chemin, leurs ombres furtives surgissant soudain puis s'évanouissant à la faveur de l'obscurité,,.

#### Leslodging houses. Un quartier à réhabiliter
Le Times s'intéresse à Dorset Street, qu'il décrit comme une rue intégralement composée de lodging houses où des malheureux s'entassent de la cave au grenier. Au total, le district rassemble 5 000 lits dans ces maisons d'hébergement communes,. Le Daily telegraph écrit un long texte en hommage à "Dark Annie" dont le martyre n'aura pas été vain et aura décidé la classe politique et le Parlement à se pencher sur le sort des déshérités de Whitechapel. Ce quartier fait à présent l'objet de multiples projets de réaménagement urbain.

### Webographie
- Casebook : Jack the Ripper. Site internet rassemblant une documentation abondante sur les meurtres de Jack l'éventreur (retranscriptions de coupures de presse et de pièces d'archives, iconographie), des chronologies, des essais de synthèse, des forums de discussion, etc. Dont :
  - Annie Chapman, chronologie et synthèse concernant Annie Chapman (comprenant de nombreux liens vers des coupures de presse retranscrites).
- The J-Files : Jack the Ripper : The Dorset street area. [S.n., s.d.]. Étude sur la rue Dorset Street concernant Annie Chapman et Mary Jane Kelly.

### Sources

#### Archives de Scotland Yard
Dans la série MEPO (pour Metropolitan Police), conservée aux Archives nationales de Grande-Bretagne :
- MEPO-3/140, folio no. 242-257 (19 septembre 1888) : Mary Ann Nichols (31 Aug 1888): Police report : details regarding the murders of Mary Ann Nichols and Annie Chapman alias Siffey ; detention and questioning of various suspects : rapport de l'inspecteur George Abberline, Criminal Investigation Department (CID), sur les deux meurtres de Mary Ann Nichols et d'Annie Chapman. 15 p. Signé Abberline.
- MEPO-3/140, folio 9-11 (8 septembre 1888) : Annie Chapman alias Siffey (8 Sept 1888): Police report: discovery of body and subsequent enquiries.
- MEPO-3/140, folio 12-13 (11 septembre 1888) : Annie Chapman alias Siffey (8 Sept 1888): Police report: Joseph Isenschmid, suspect.
- MEPO-3/140, folio 14-15 (13 septembre 1888) : Annie Chapman alias Siffey (8 Sept 1888): Police report: arrest and detention of Joseph Isenschmid.
- MEPO-3/140, folio 16 (14 septembre 1888) : Annie Chapman alias Siffey (8 Sept 1888): Police report: piece of envelope found near body and subsequent enquiries.
- MEPO-3/140, folio 17 (14 septembre 1888) : Annie Chapman alias Siffey (8 Sept 1888): Police report: questioning of [Edward] Stanley who occasionally cohabited with deceased; also detention of Edward McKenna for identification.
- MEPO-3/140, folio 18-20 (15 septembre 1888) : Annie Chapman alias Siffey (8 Sept 1888): Police report: enquiries made concerning piece of envelope found near body.
- MEPO-3/140, folio 21-23 (17 septembre 1888) : Annie Chapman alias Siffey (8 Sept 1888): Police report: enquiries made concerning Joseph Isenschmid.
- MEPO-3/140, folio 24-25 (18 septembre 1888) : Annie Chapman alias Siffey (8 Sept 1888): Police report: enquiries made concerning Joseph Isenschmid.
- MEPO-3/140, folio 29-31 (19 septembre 1888) : Annie Chapman alias Siffey (8 Sept 1888): Police report: enquiries made concerning Joseph Isenschmid.

#### Sources de presse
- The British medical journal, London, 22 septembre et 6 octobre 1888.
- The Daily news, London, 10, 15, 18 et 24 septembre 1888.
- The Daily telegraph, London, 10, 11, 13, 14, 18, 19, 20, 22, 24 et 27 septembre 1888.
- East London advertiser, London, 22 septembre 1888.
- Echo, London, 10 et 17 septembre 1888.
- Evening news, London, 8 septembre 1888.
- The Illustrated police news, London, 22 septembre 1888.
- The Lancet, London, 28 septembre 1888.
- LLoyd weekly newspaper, 9 septembre 1888.
- Morning advertiser, London, 18 septembre 1888.
- Pall mal gazette, an evening newspaper and review, 8 septembre 1888.
- The Star, London, 4, 6, 8, 10, 11, 13,15 septembre 1888.
- The Times, London, 10, 11, 13, 14, 20 et 24 septembre 1888.

#### Sources iconographiques

##### Photographies
- [Portrait mortuaire d'Annie Chapman à la morgue d'Old Montague Street] (voir le portrait). Cliché réalisé entre le 8 et le 14 septembre 1888.

Conservé aux Archives nationales de Grande-Bretagne, à Londres (Kew), cote MEPO 3/3155 (Photographs of victims Mary Ann Nichols, Annie Chapman, Elizabeth Stride and Mary Janet Kelly(2) : Papers sent anonymously to New Scotland Yard, Nov 1987), où il a été versé en 1988 à la suite d'un don anonyme (une enveloppe postée à Croyden, envoyée à Scotland Yard, contenait des photographies des cinq victimes, la fameuse lettre Dear Boss, et d'autres documents originaux provenant des archives de la police métropolitaine, probablement prélevés par un policier et conservés dans sa famille jusqu'à cette restitution, d'après le Daily telegraph, 19 août 1988).
Publié pour la première fois en 1988.
- [Portrait de mariage d'Annie et John Chapman] (voir ci-dessus). Cliché anonyme de 1869. Divulgué par la famille d'Annie Chapman. Collection particulière.
- [Portrait d'Emily Ruth Chapman, fille d'Annie et John Chapman] (voir ci-dessus). Cliché anonyme, vers 1879. Divulgué par la famille d'Annie Chapman. Collection particulière.
- Série de photographies du 29 Hanbury Street (façade, arrière-cour) prises de 1967 à 1970, la plupart en noir et blanc.

##### Illustrations de presse
- The illustrated police news, 22 septembre 1888. Bandeau central de la première page : Latest details of the Whitechapel murders, figurant plusieurs vignettes (portrait d'Annie Chapman ; vue en compagnie de son assassin ; refoulée par le logeur ; l'arrière-cour ; pièces à conviction dont le foulard de la victime ; un abattoir ; quelques portraits : le coroner, les policiers de Scotland Yard, le Dr Phillips, le président du jury, le logeur, le frère de la victime).
- The illustrated police news, 15 septembre 1888. Série de vignettes retraçant tous les meurtres de Whitechapel.

#### Cartes
- London drawn and engraved expressly for the Post office Directory. London : Kelly, 1888.
- Carte des meurtres de 1888 à 1891 à Whitechapel., 1894.
- Jack the Ripper map of Spitalfields & Whitechapel 1888, par Geoff Cooper, 2017 (Jack the Ripper map).

### Bâtiments encore visibles de nos jours
- Le Working Lads' Institute, dans Whitechapel Road, construit en 1884-1885 par l'architecte George Baines, livré en 1885.
- Christ Church (en), l'église de Spitalfields, construite par l'architecte Nicholas Hawksmoor, et livrée en 1729.
- Les immeubles entourant le marché de Spitalfields, construits de 1885 à 1893 par l'architecte George Sherrin, dont les Horner Buildings construits en 1887, faisant l'angle de Brushfield Street et de Commercial Street.

### Bâtiments aujourd'hui détruits
- L'immeuble du 29, Hanbury Street. On pense qu'il a été construit vers 1740, comme toutes les autres maisons voisins, par le charpentier Daniel Marsillat, et remanié en 1849 pour l'installation d'une boutique. À l'origine, ces maisons étaient occupées par des tisserands de soie. Avec le développement de l'industrie au XIXe, elles sont reconverties en petits logements pour ouvriers. La boutique devient un salon de coiffure vers 1895 jusqu'en 1967, louée d'abord par Morris Modlin, puis par Nathaniel Brill (dont le nom est visible sur la devanture photographiée dans les années 1960). La maison est occupée jusqu'en 1969, puis détruite en 1970.
- Le Britannia, autrement appelé le Ringers, pub à bière au 87 Commercial Street, à l'angle de Dorset Street, appartenant à Walter et Matilda Ringers. Fréquenté par de nombreux résidents de Dorset Street, dont Annie Chapman et Mary Jane Kelly. Il est détruit en 1928, avec toute une section de Dorset Street, lors de l'extension du marché de Spitalfields.
- La lodging house du 35 Dorset Street. Appartient à William Crossingham (habitant à Romford) et comprend officiellement 114 lits du sous-sol au troisième étage. Détruite en 1928 lors de l'extension du marché de Spitalfields. La prostituée Mary Ann Austin est assassinée dans cet établissement en 1901.